# Biserica de lemn din Poiana Botizii

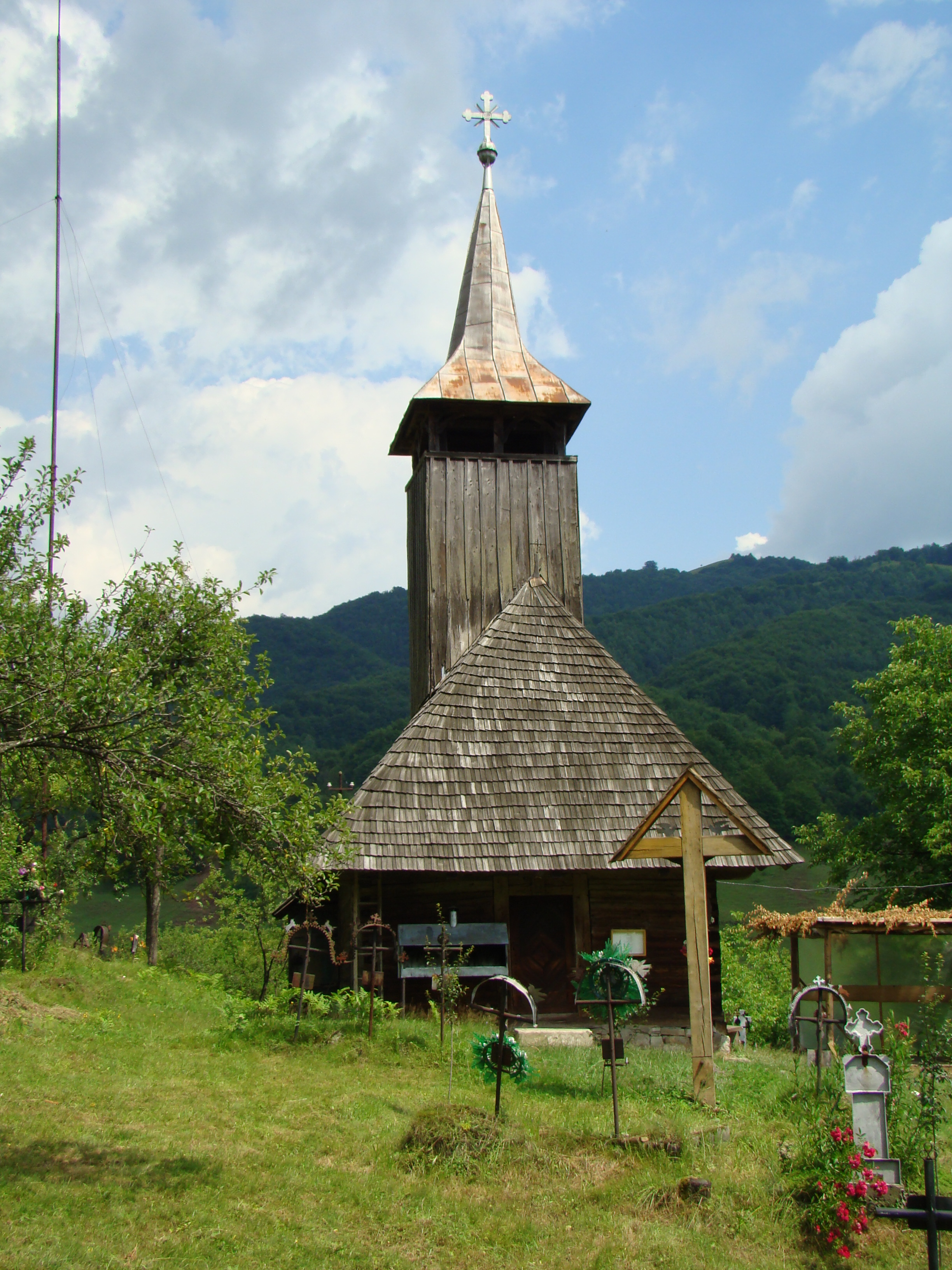
Biserica de lemn „Sfinții Apostoli” din Poiana Botizii, comuna Băiuţ, județul Maramureș, foto: iulie 2009.

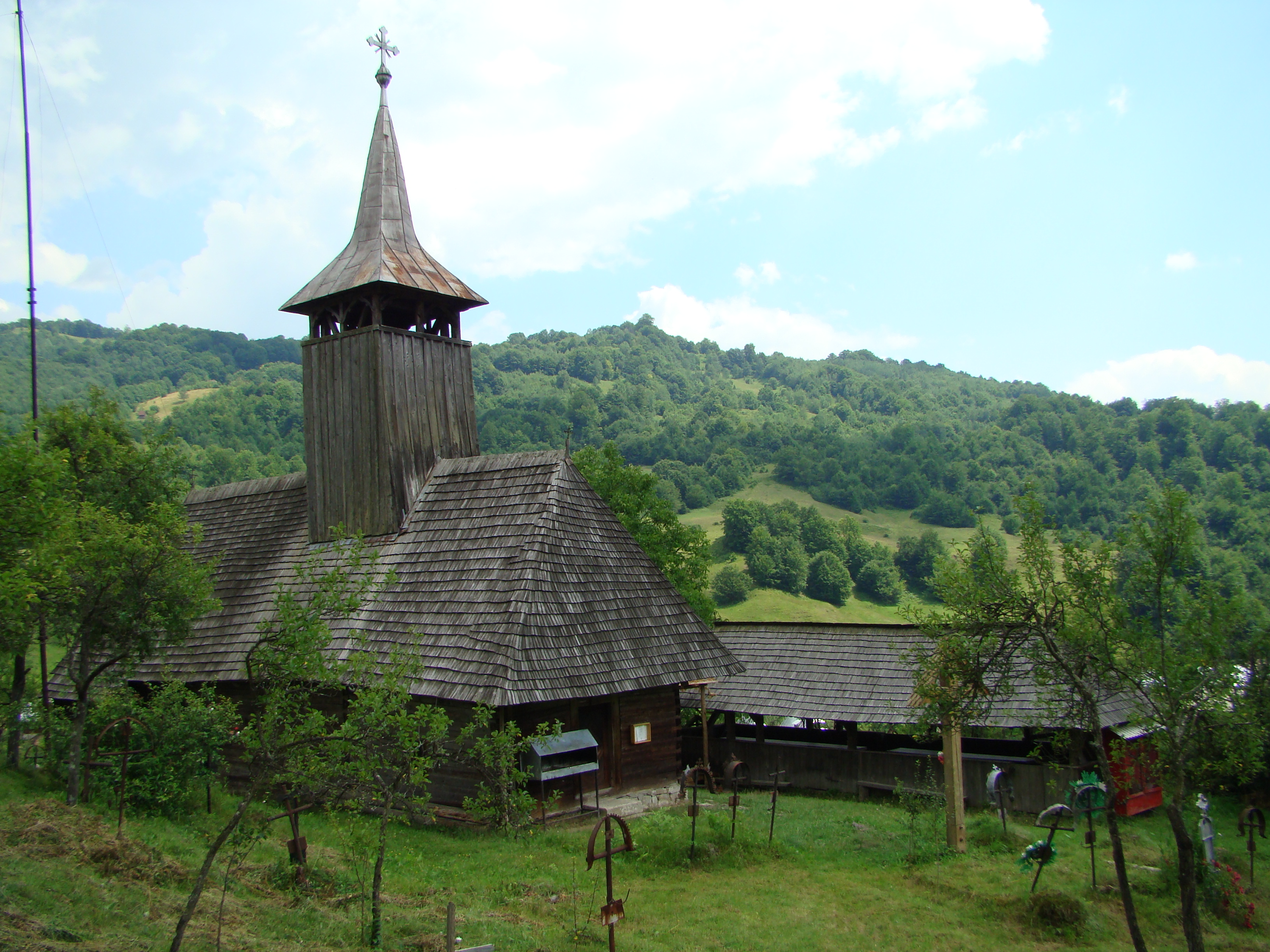
Biserica de lemn „Sfinții Apostoli” din Poiana Botizii, comuna Băiuţ, județul Maramureș, foto: iulie 2009.

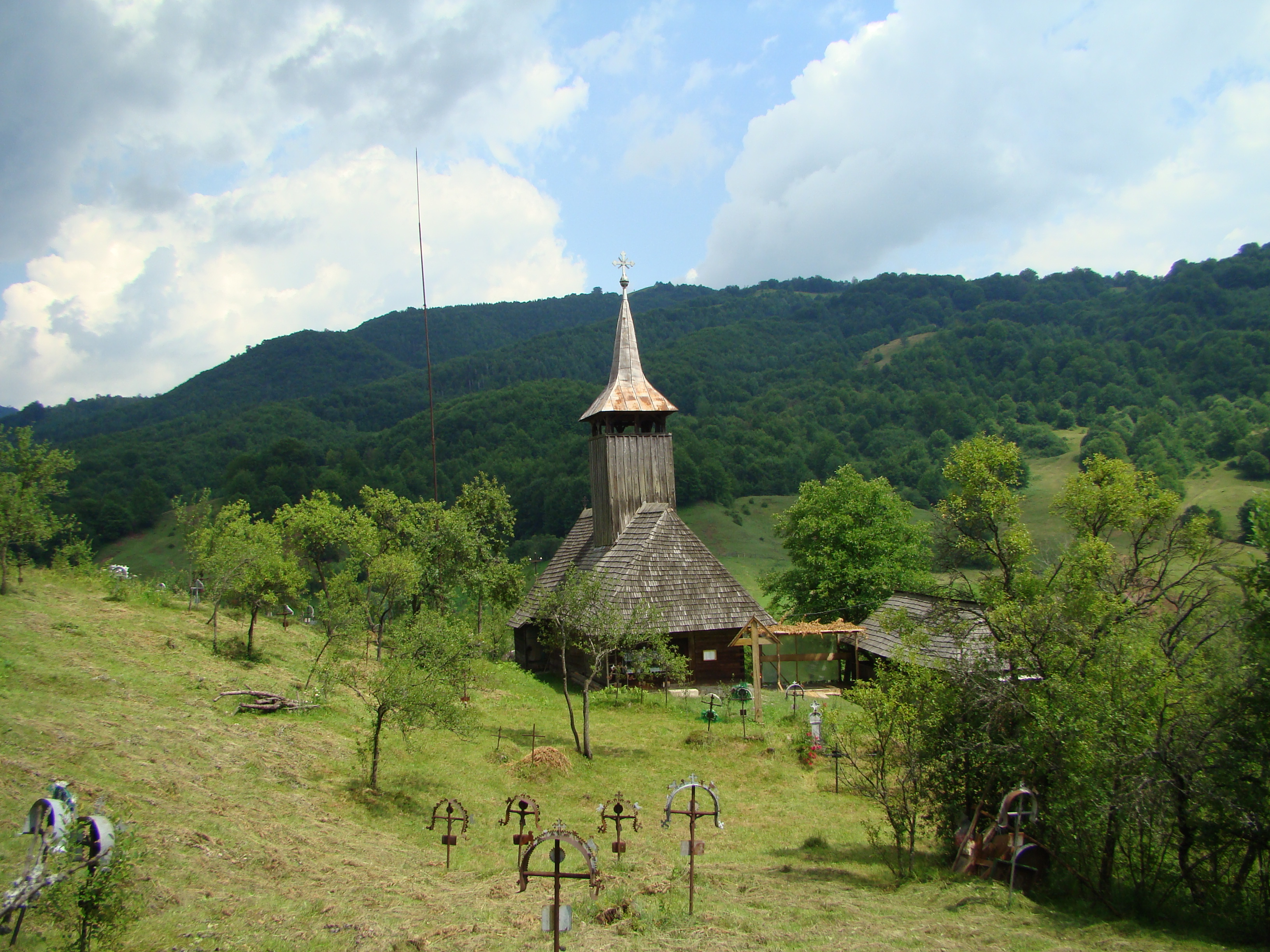
Biserica din depărtare

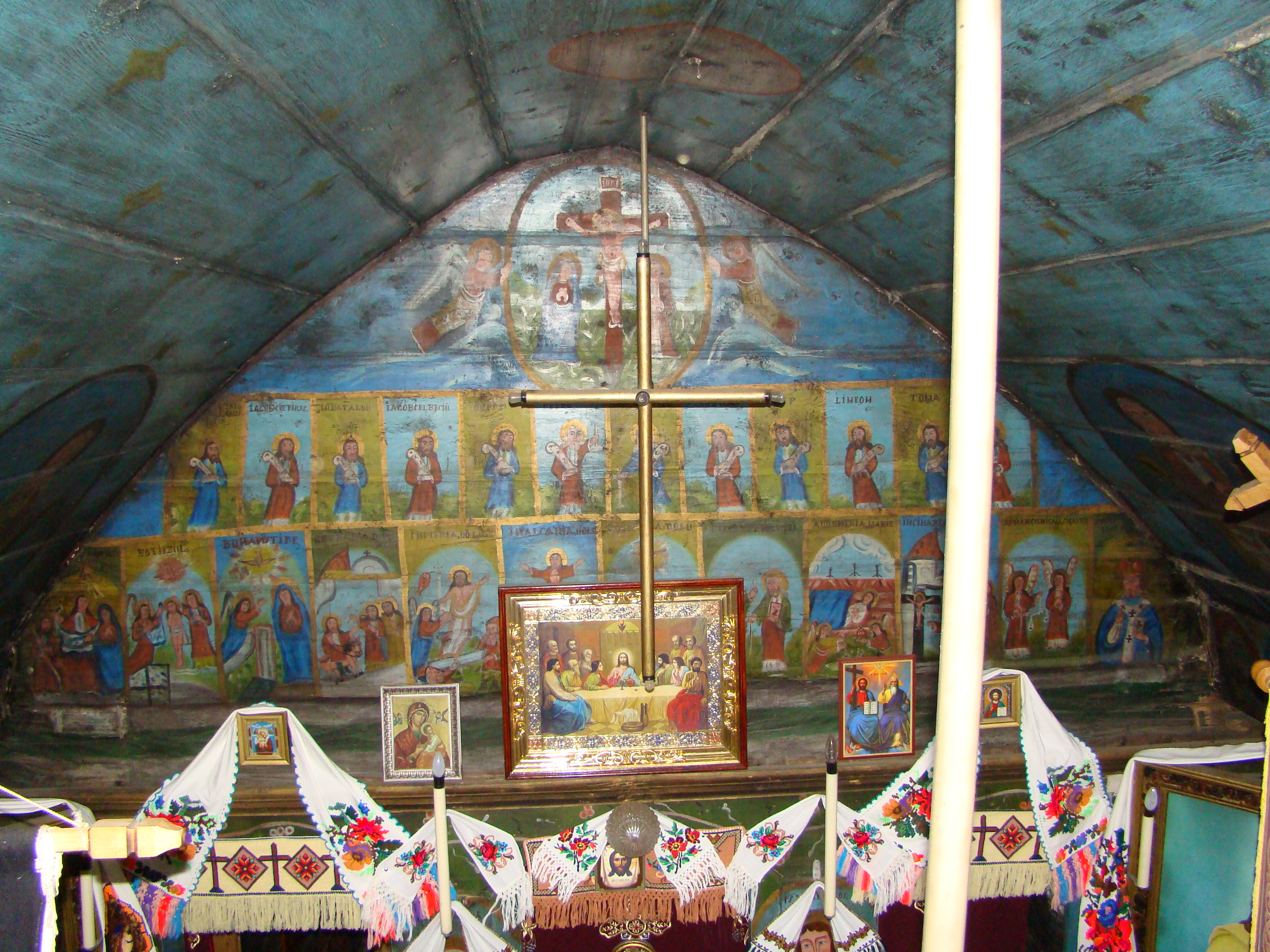
Tâmpla bisericii cu pictura originală

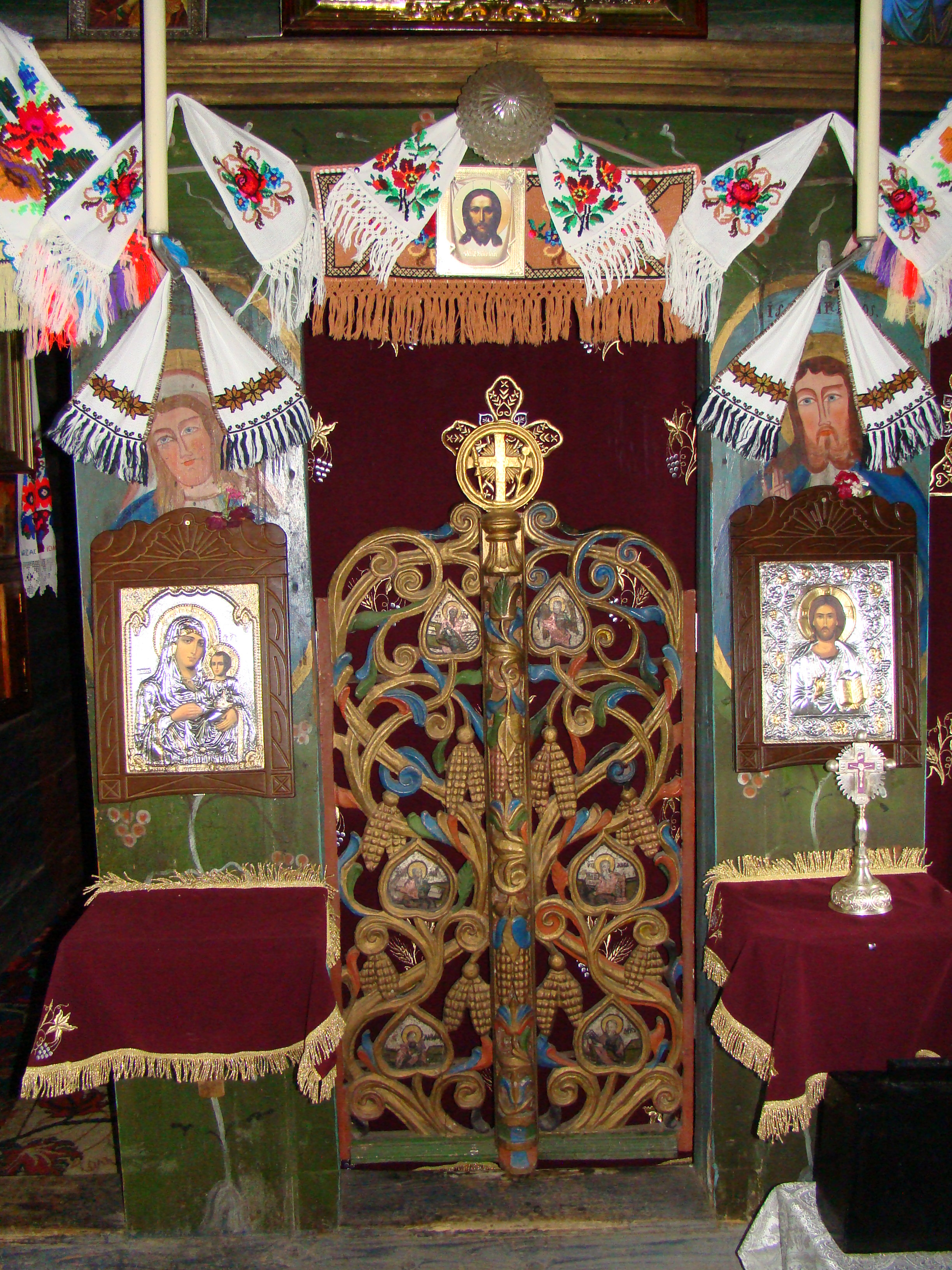
Icoanele și ușile împărătești

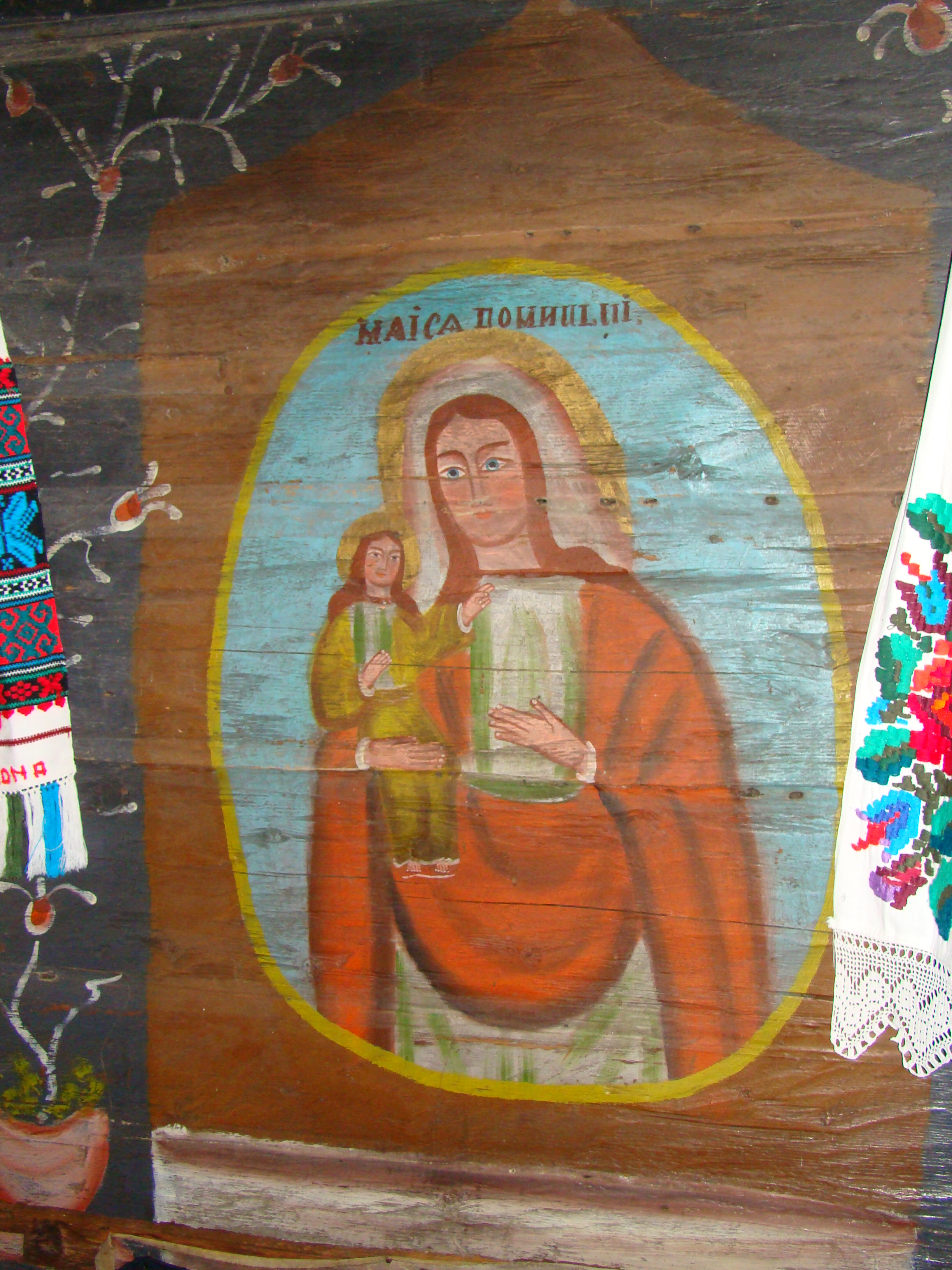
Maica Domnului cu pruncul

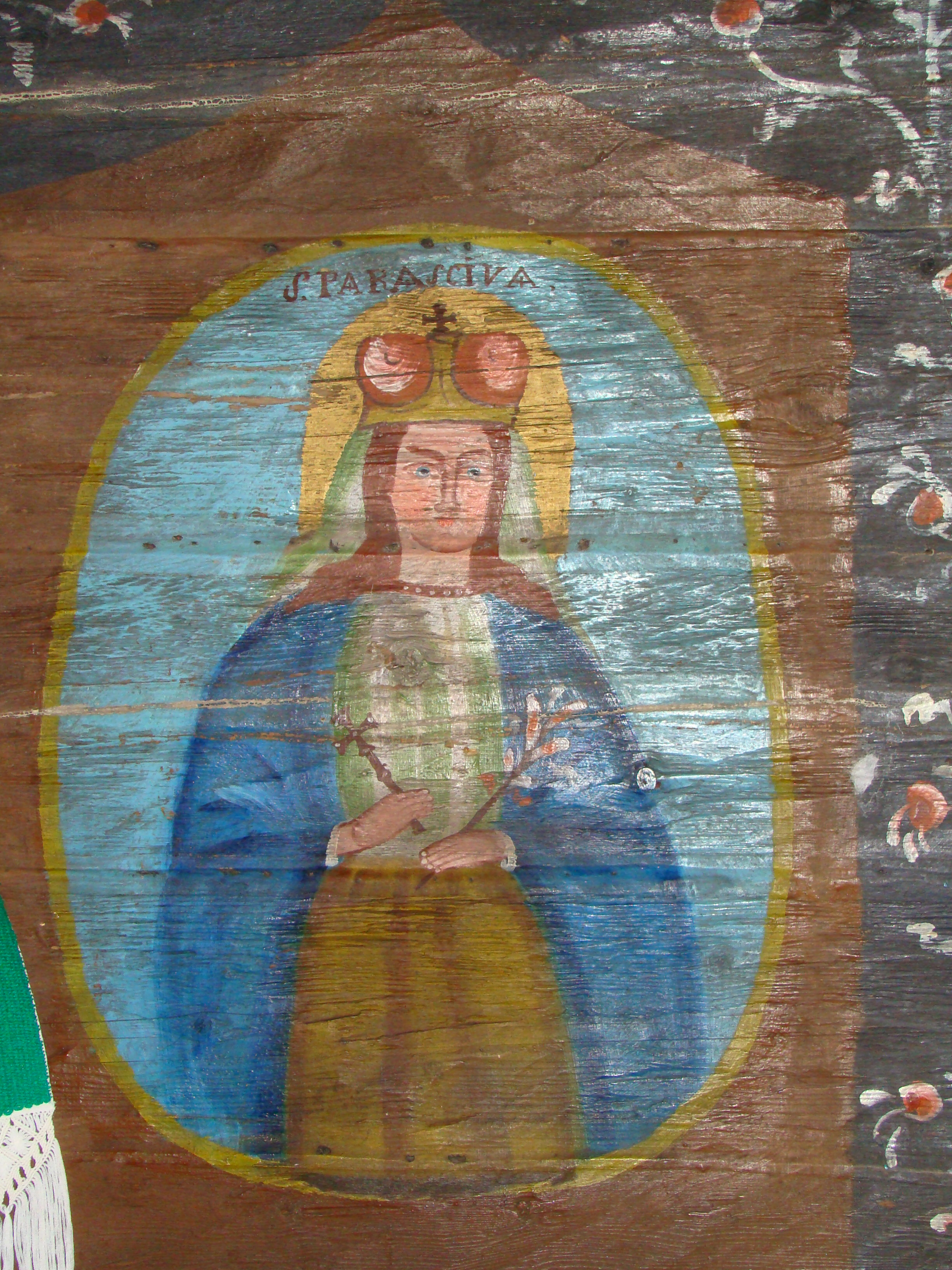
Cuvioasa Parascheva

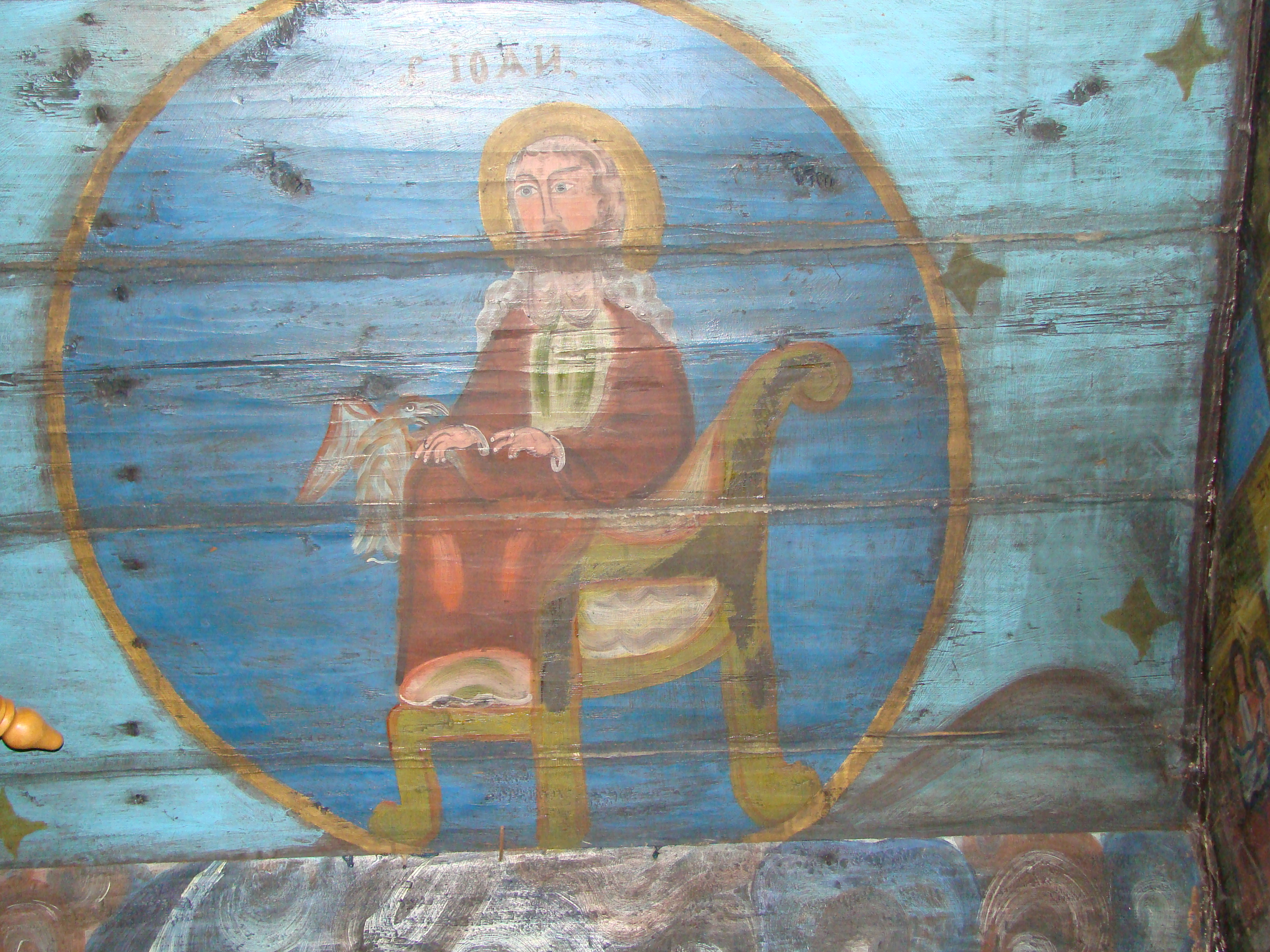
Sfântul Evanghelist Ioan

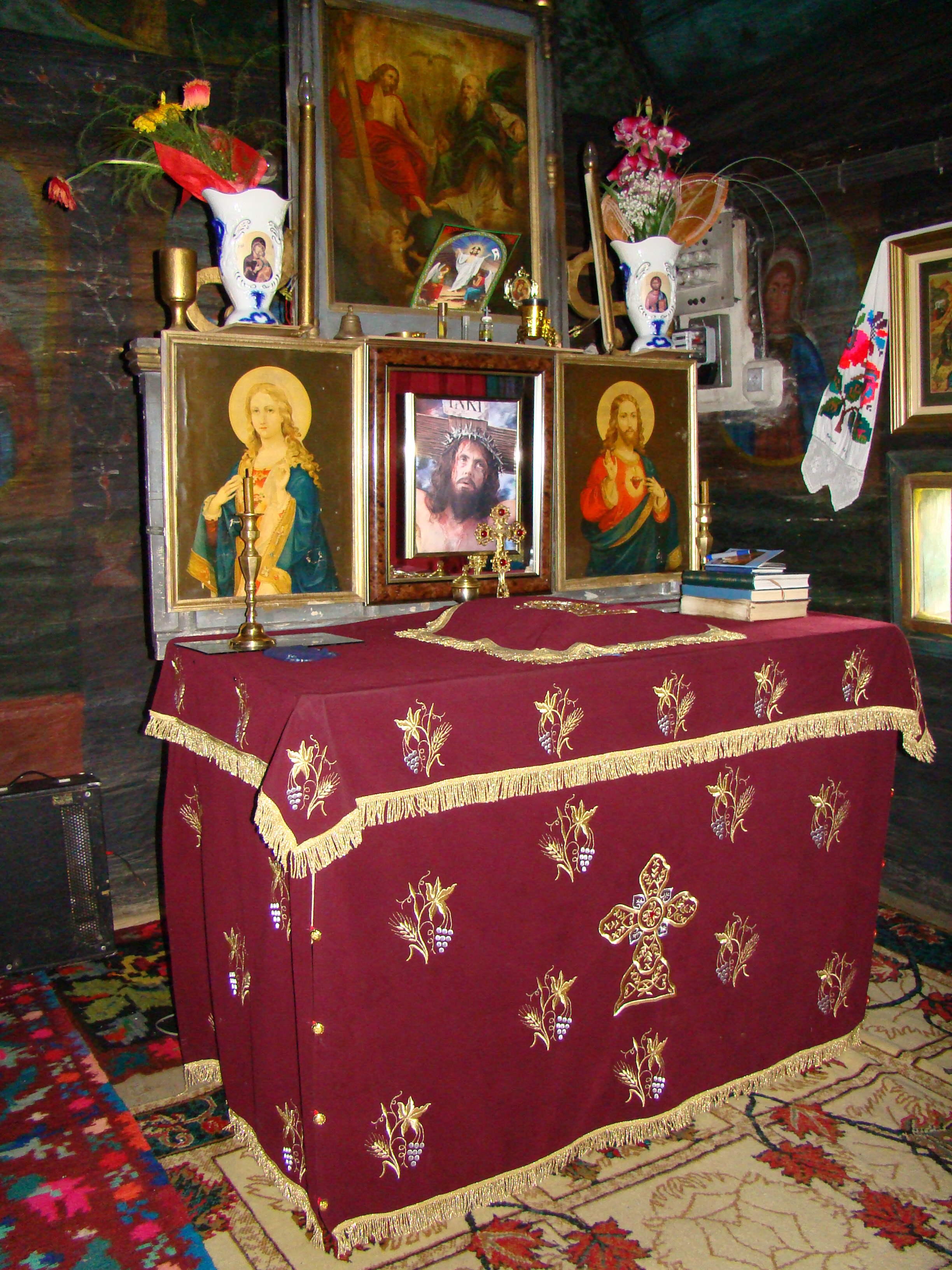
În altar

Biserica de lemn din Poiana Botizii, comuna Băiuț, județul Maramureș, datează din anul 1825. Are hramul „Sfinții Apostoli”. Biserica se află pe noua listă a monumentelor istorice sub codul LMI:  MM-II-m-A-04515.

## Istoric și trăsături
Satul Poiana Botizii este așezat la poalele Munților Țibleș, între vârful Perșa (962 m) și vârful Secătura (827 m), la nord-est de localitatea Lăpuș, la 24 km de orașul Târgu Lăpuș, pe valea Botizii. Conform tradiției, satul a fost așezat mai jos de locul în care se află astăzi și s-a mutat mai târziu pe locul actual. Pe vechea lui vatră a existat o biserică de lemn, care a fost distrusă de un incendiu. În anul 1809 au început lucrările de construire a unei noi biserici, care a primit hramul „Sfinții Apostoli Petru și Pavel”. Lucrările s-au încheiat în anul 1819, an în care a și fost sfințit acest lăcaș de cult. După alte surse biserica a fost sfințită abia în 1836. Dovedindu-se neîncăpătoare, în anul 1920 bisericii i s-a mai adăugat o tindă. Interiorul a fost pictat în anul 1906. În anul 1970 au avut loc lucrări de consolidare a lăcașului de cult, iar în anul 1974 în biserică a fost introdus curentul electric. 
Biserica este situată pe o colină, în cimitirul satului, fiind construită din stejar, cu tălpile așezate pe o temelie de piatră, după un plan de tip navă, bârnele fiind îmbinate în coadă de rândunică. Este de dimensiuni medii, cu lungimea de 17 m și lățimea de 5 m. Grinzile de sus prin prelungire formează console, pe care se sprijină acoperișul în patru ape, regulat, învelit cu draniță. Inițial biserica a fost prevăzută cu un mic pronaos, naos și absidă de formă pătrată, cu pereții laterali retrași spre interior. Adăugându-se ulterior o tindă de intrare, aceasta a preluat funcția pronaosului, mărindu-se suprafața naosului. Deasupra naosului, la mijlocul acoperișului se ridică turnul format dintr-o singură secțiune, căptușită cu scânduri.

## Imagini din exterior

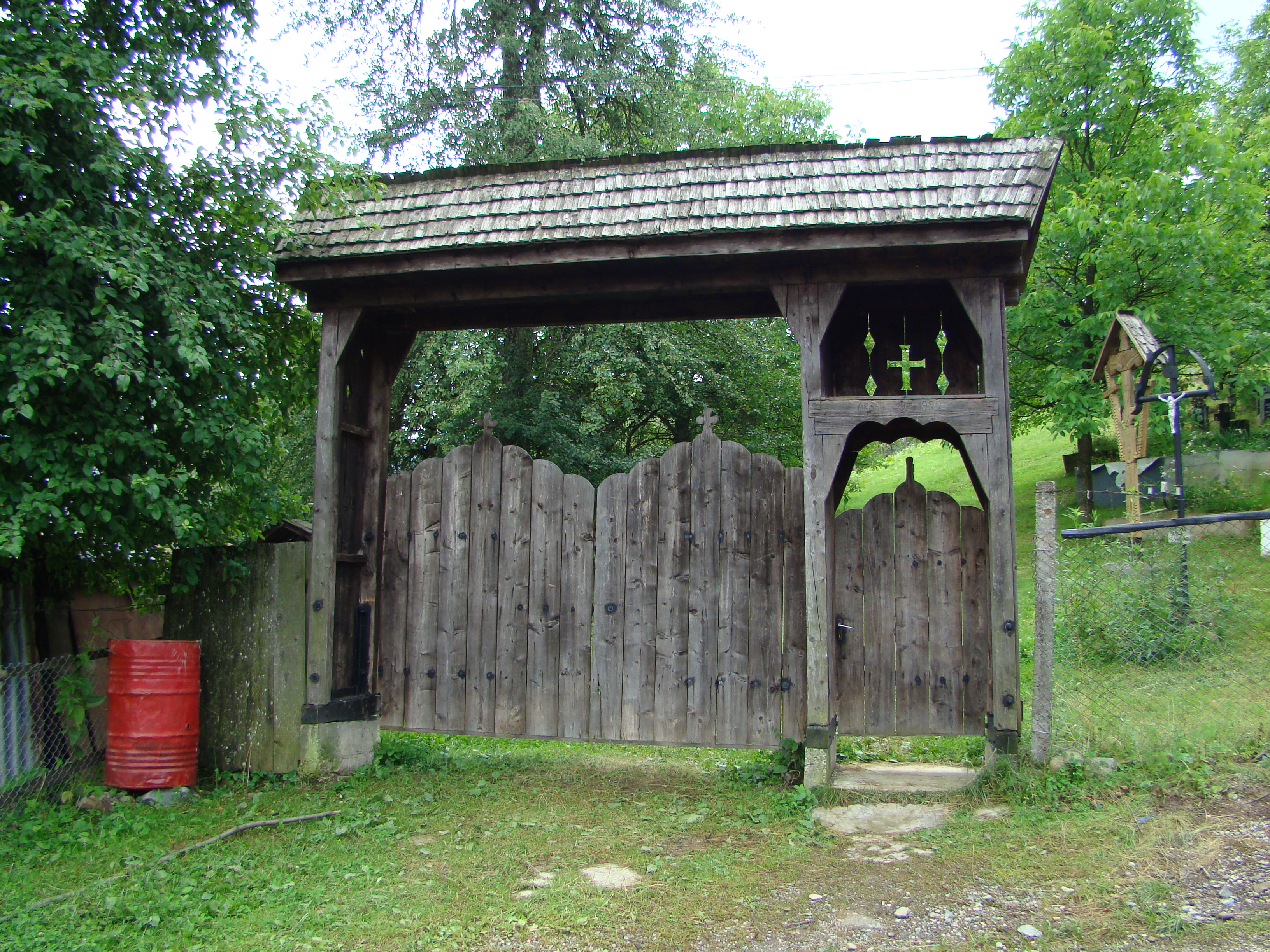
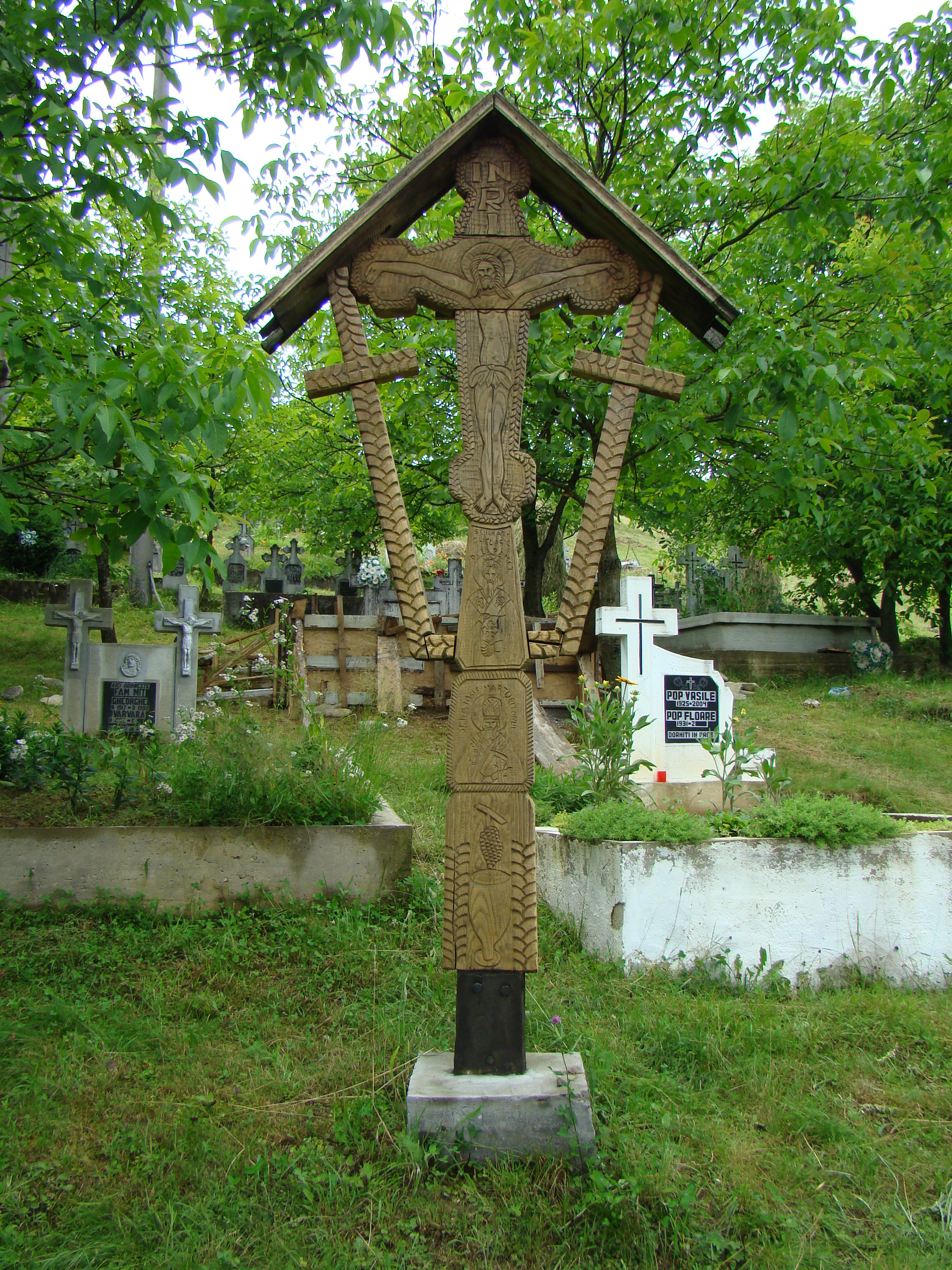
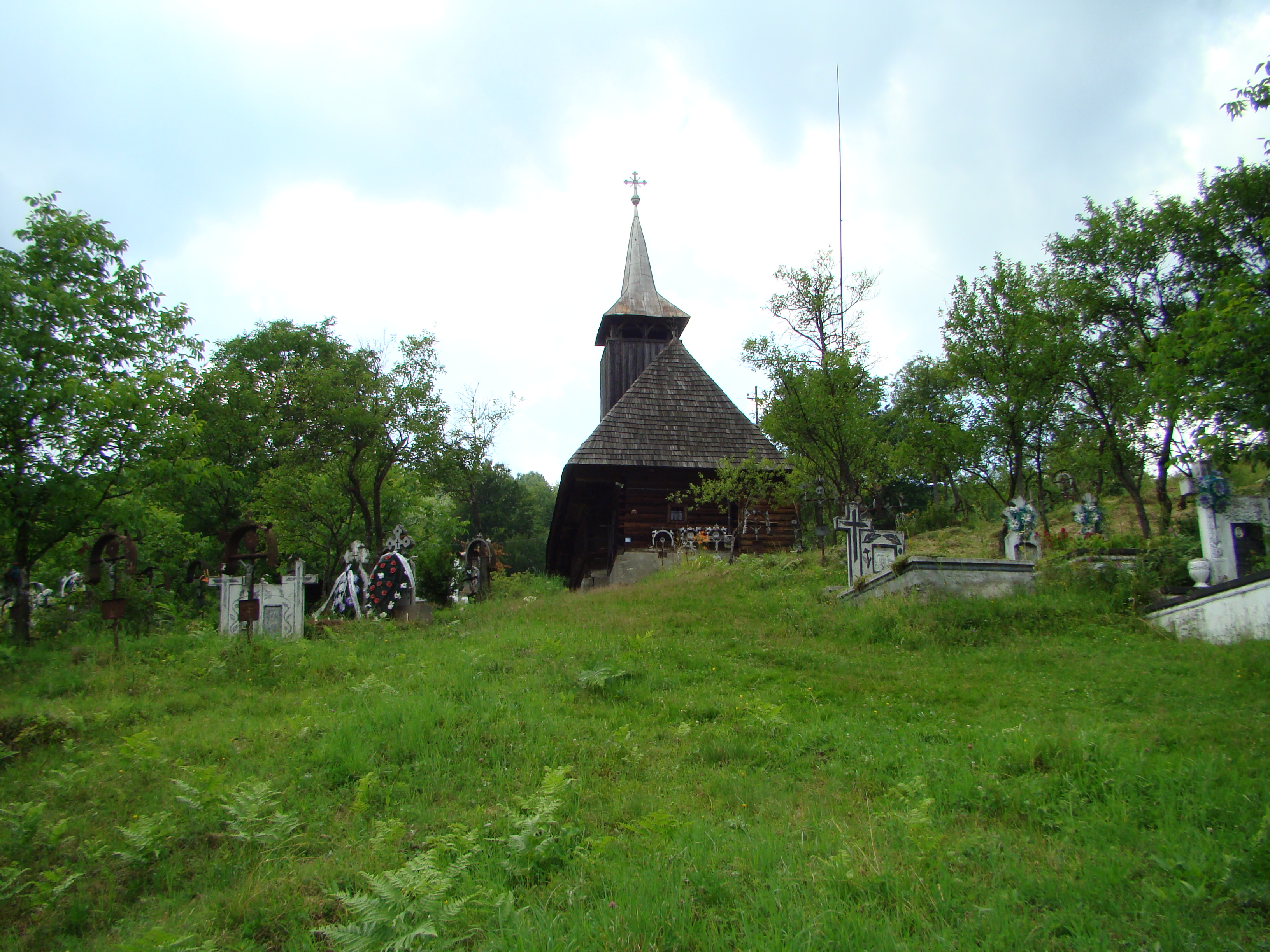
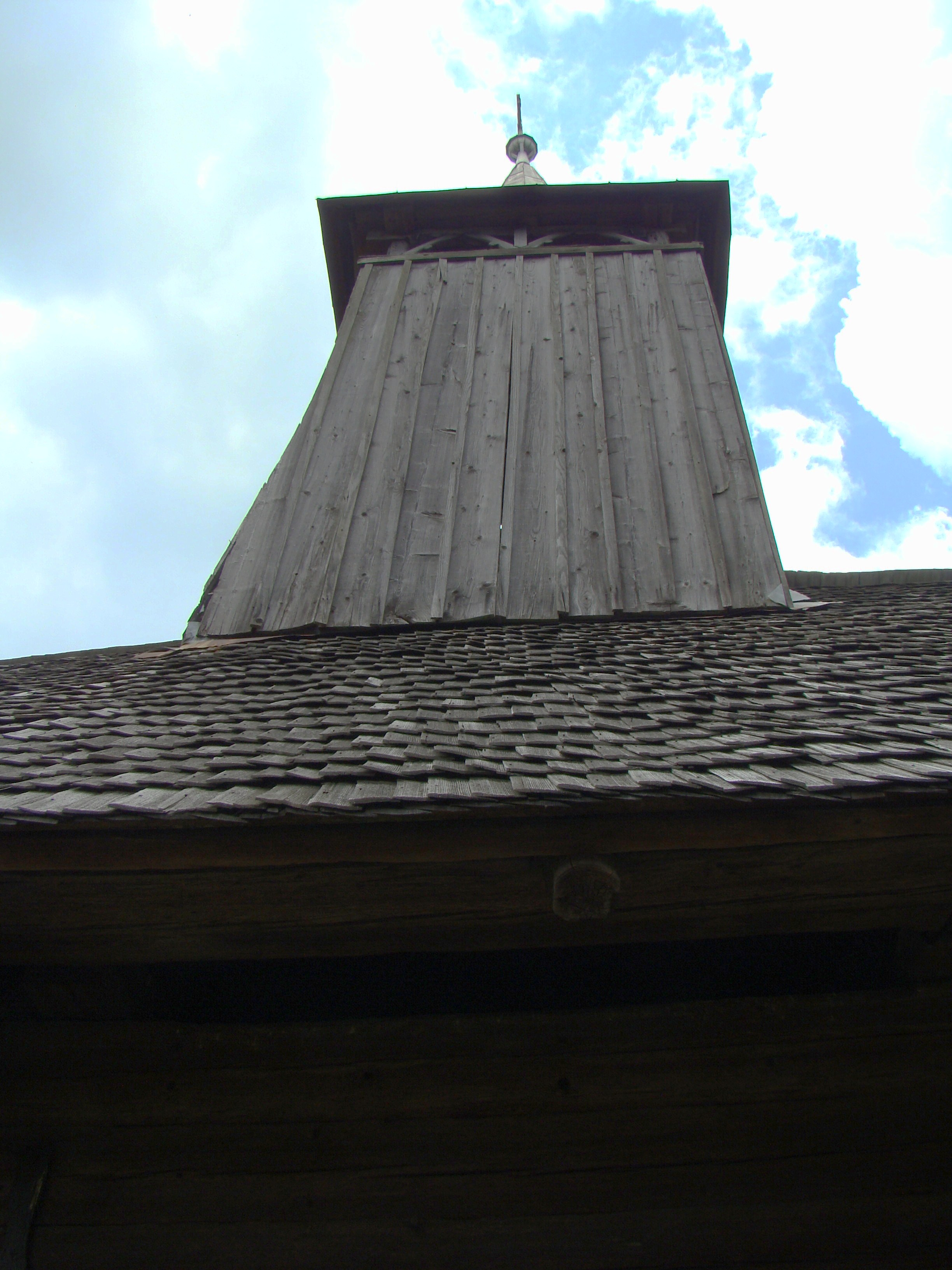
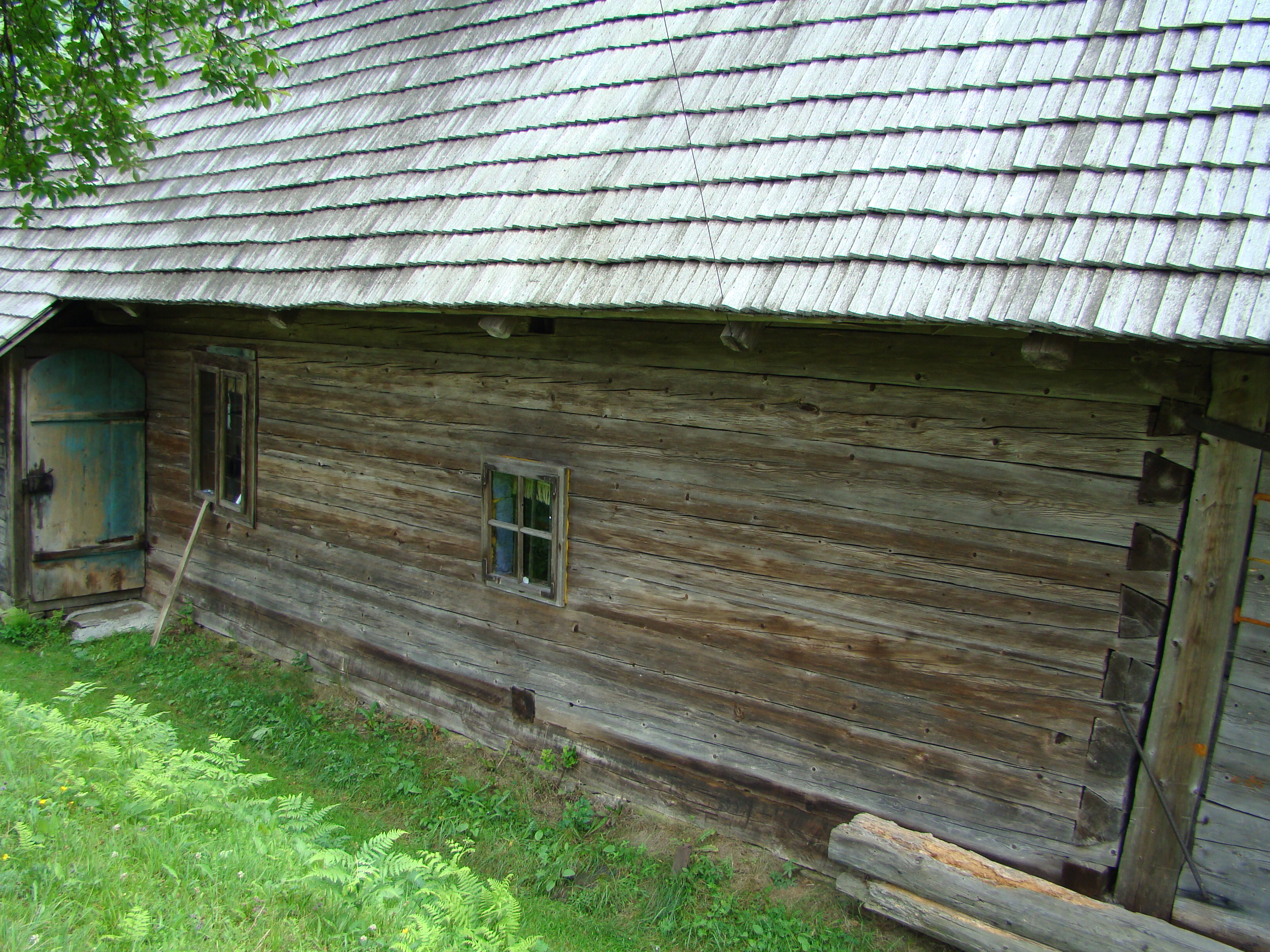
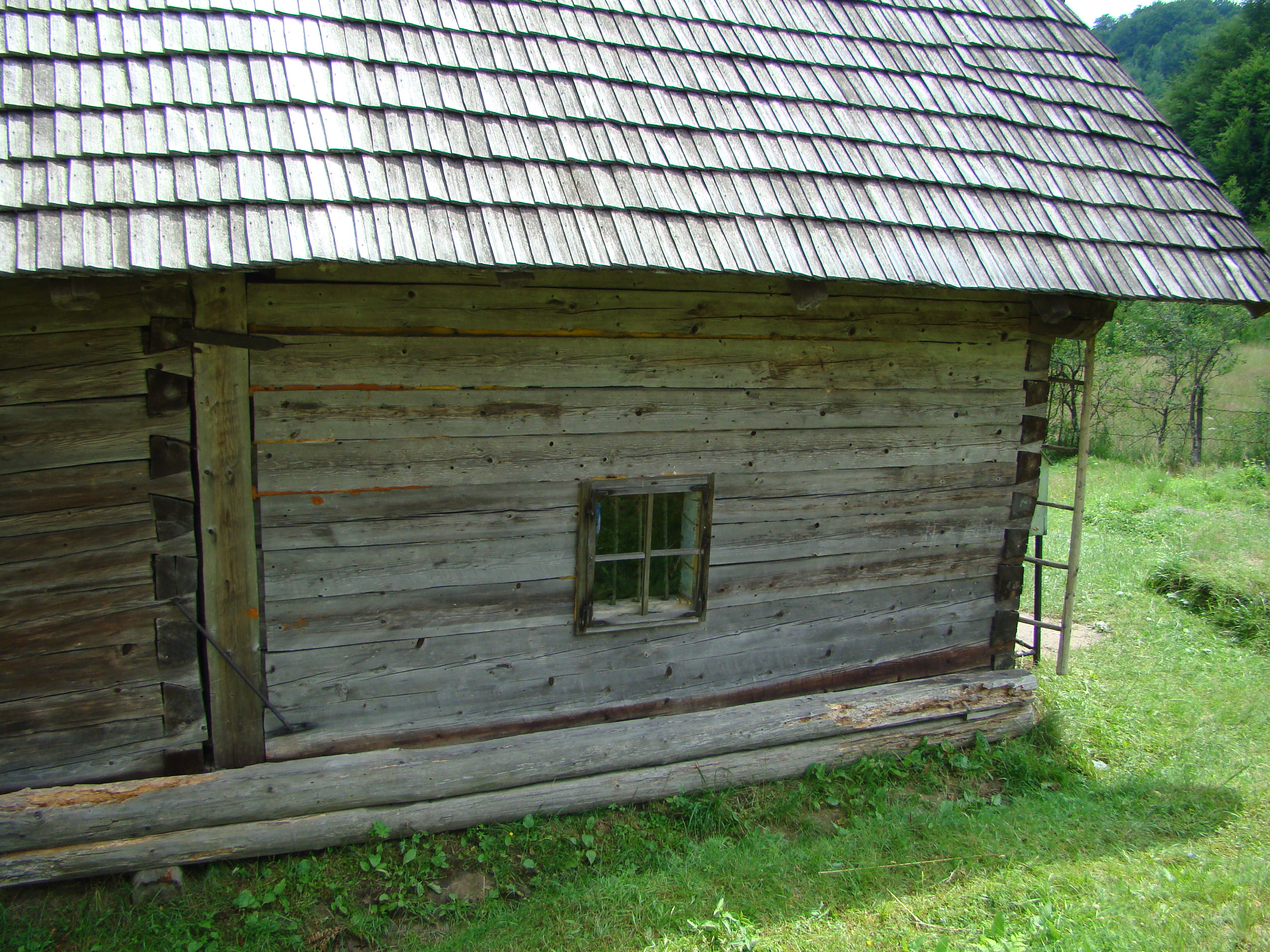
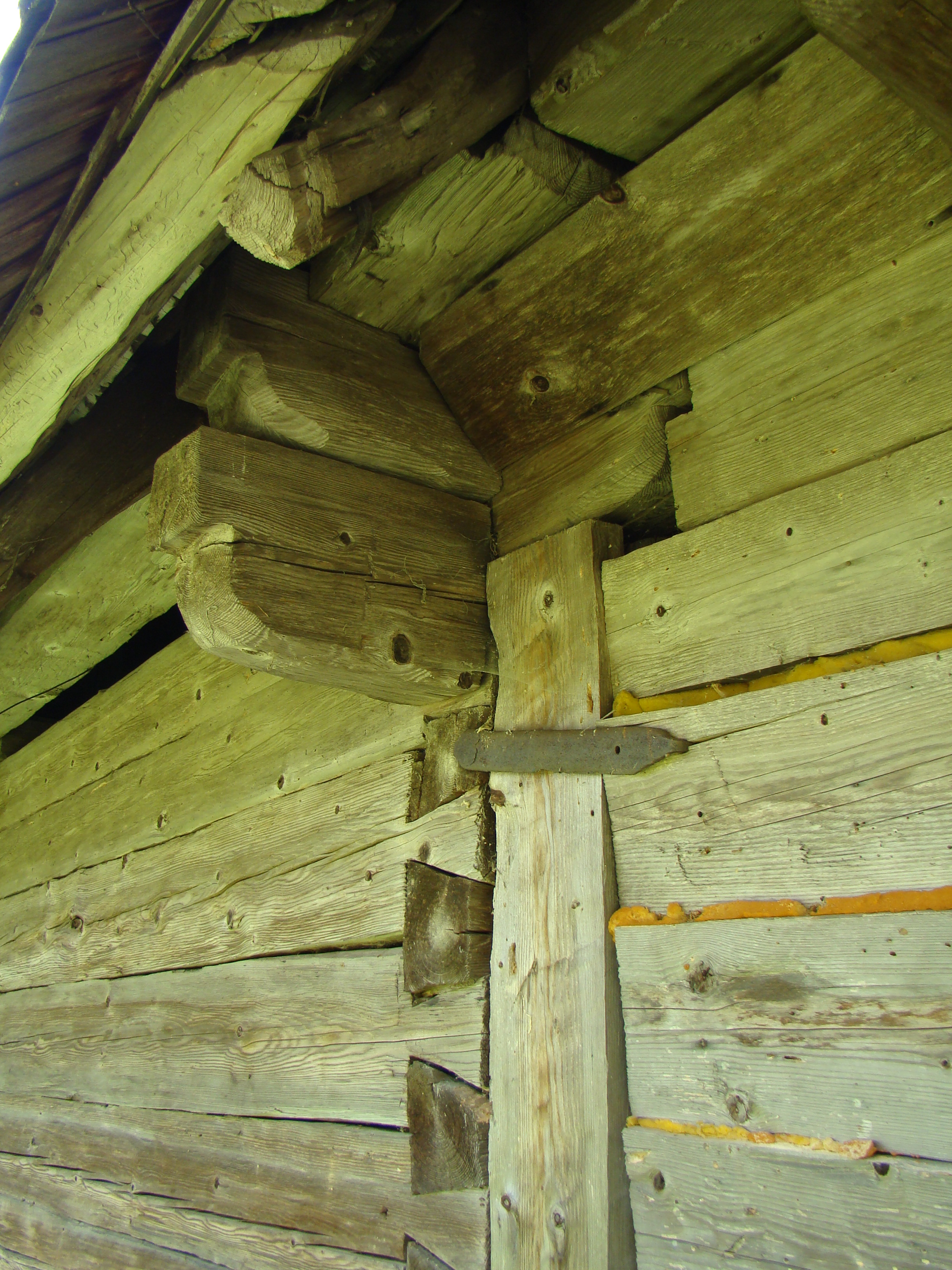
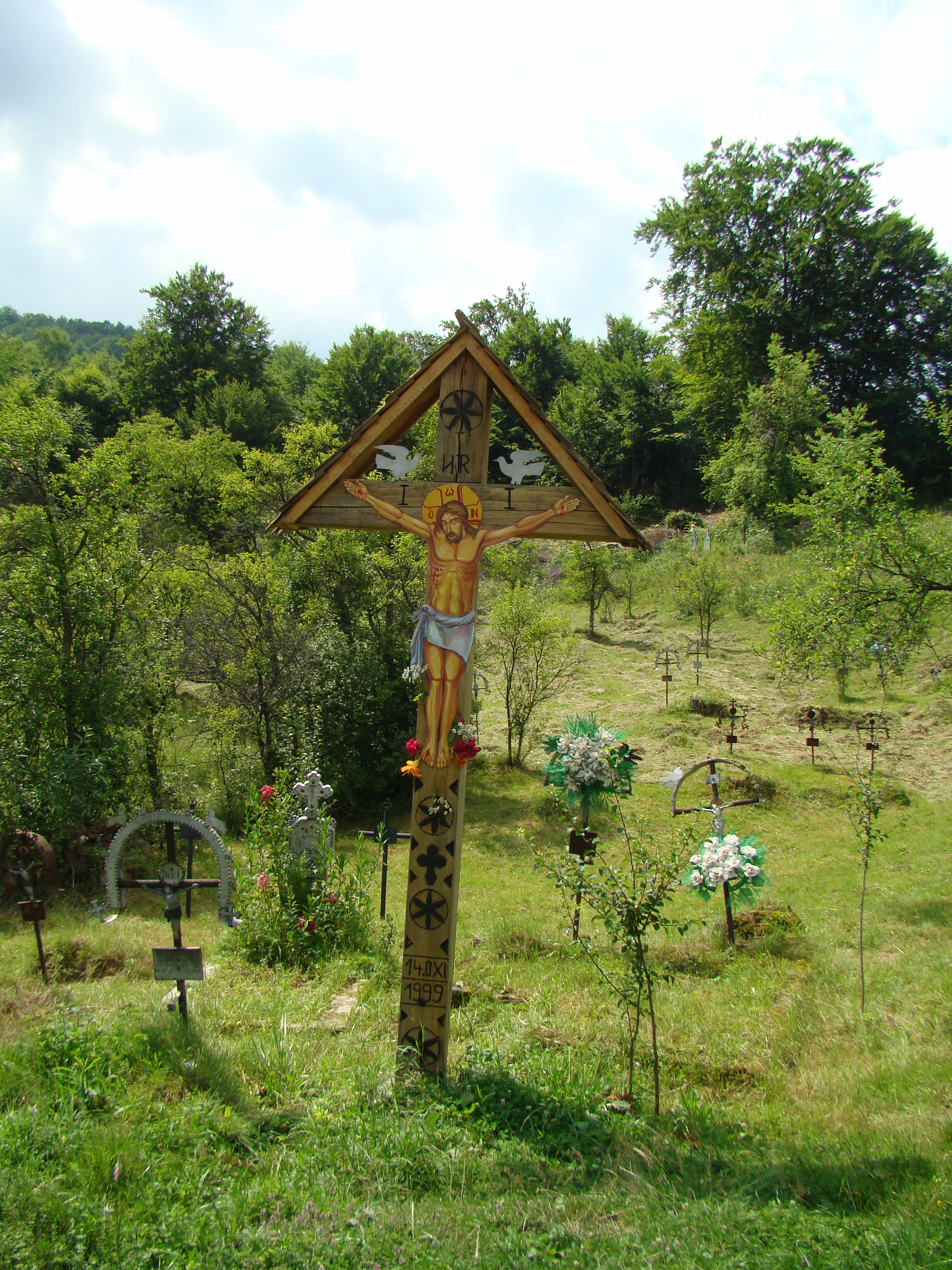
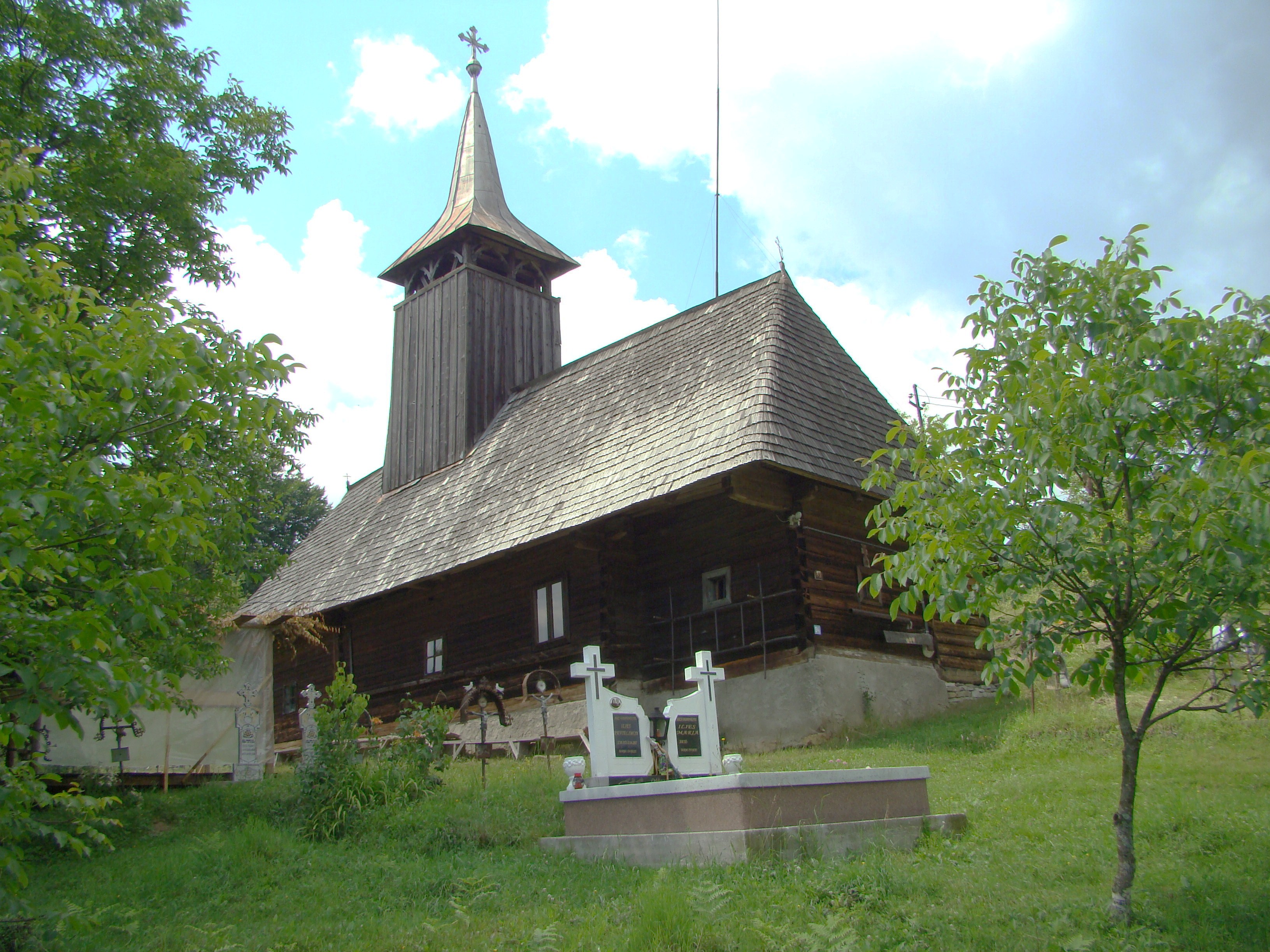
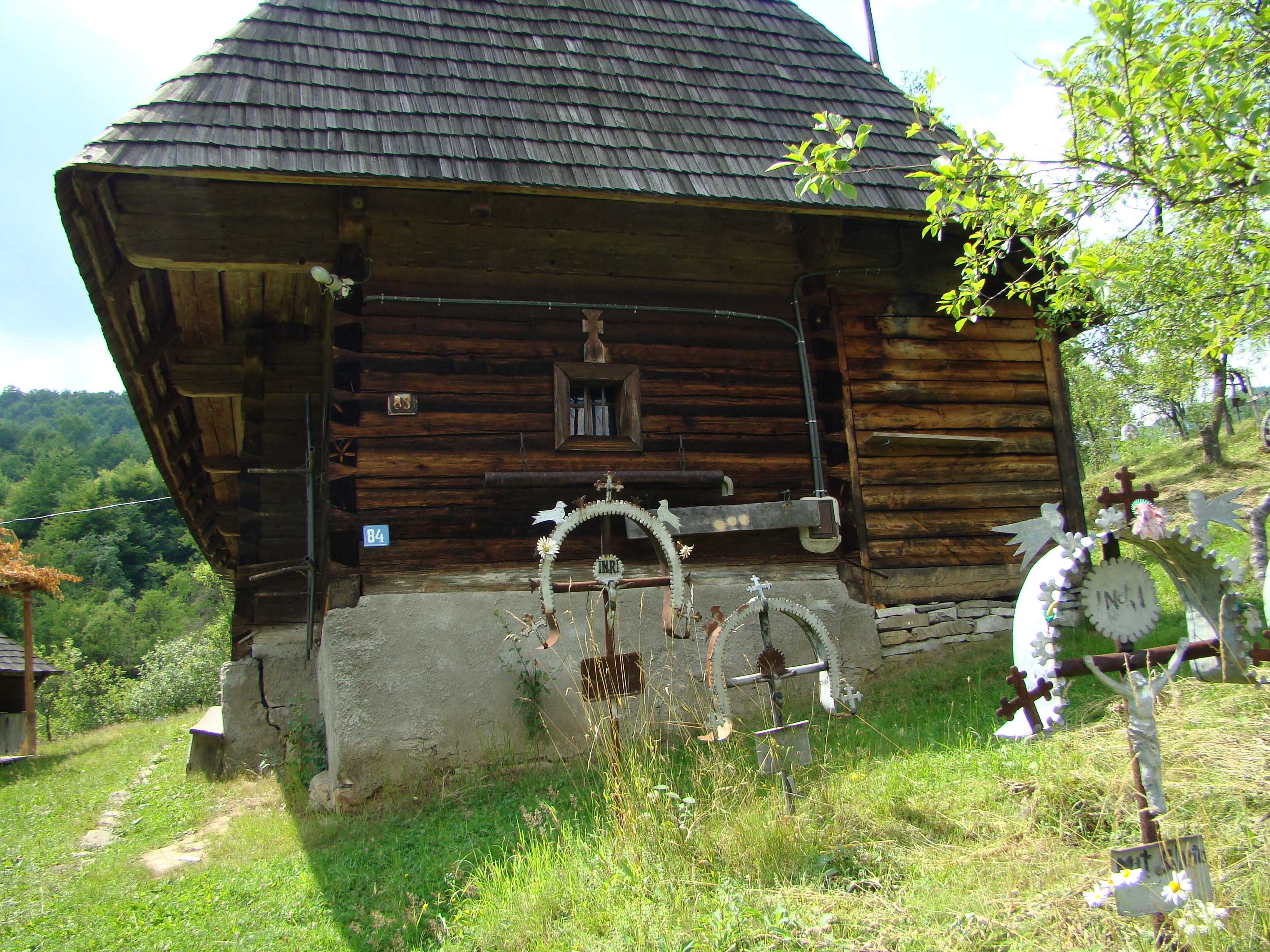
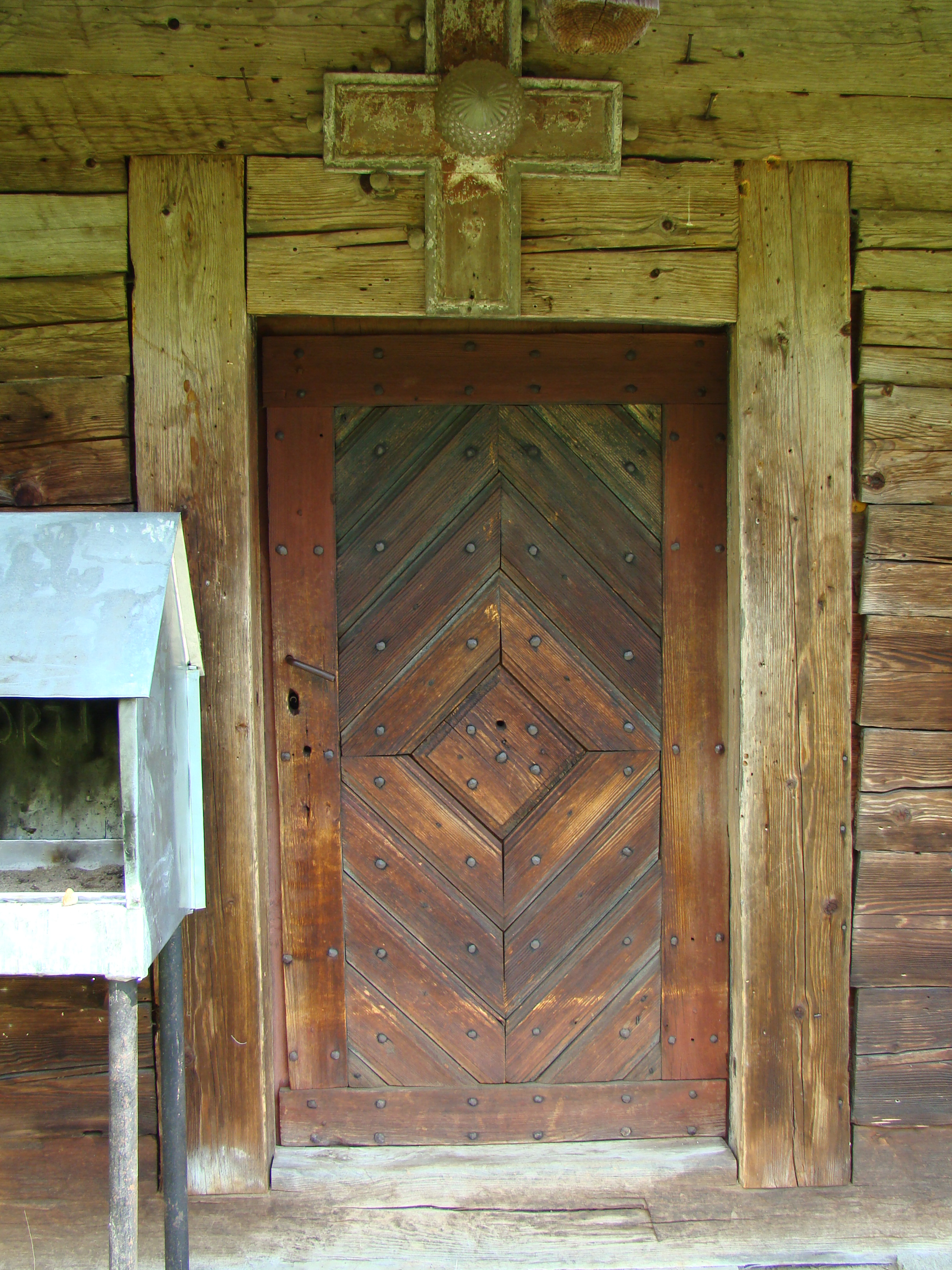
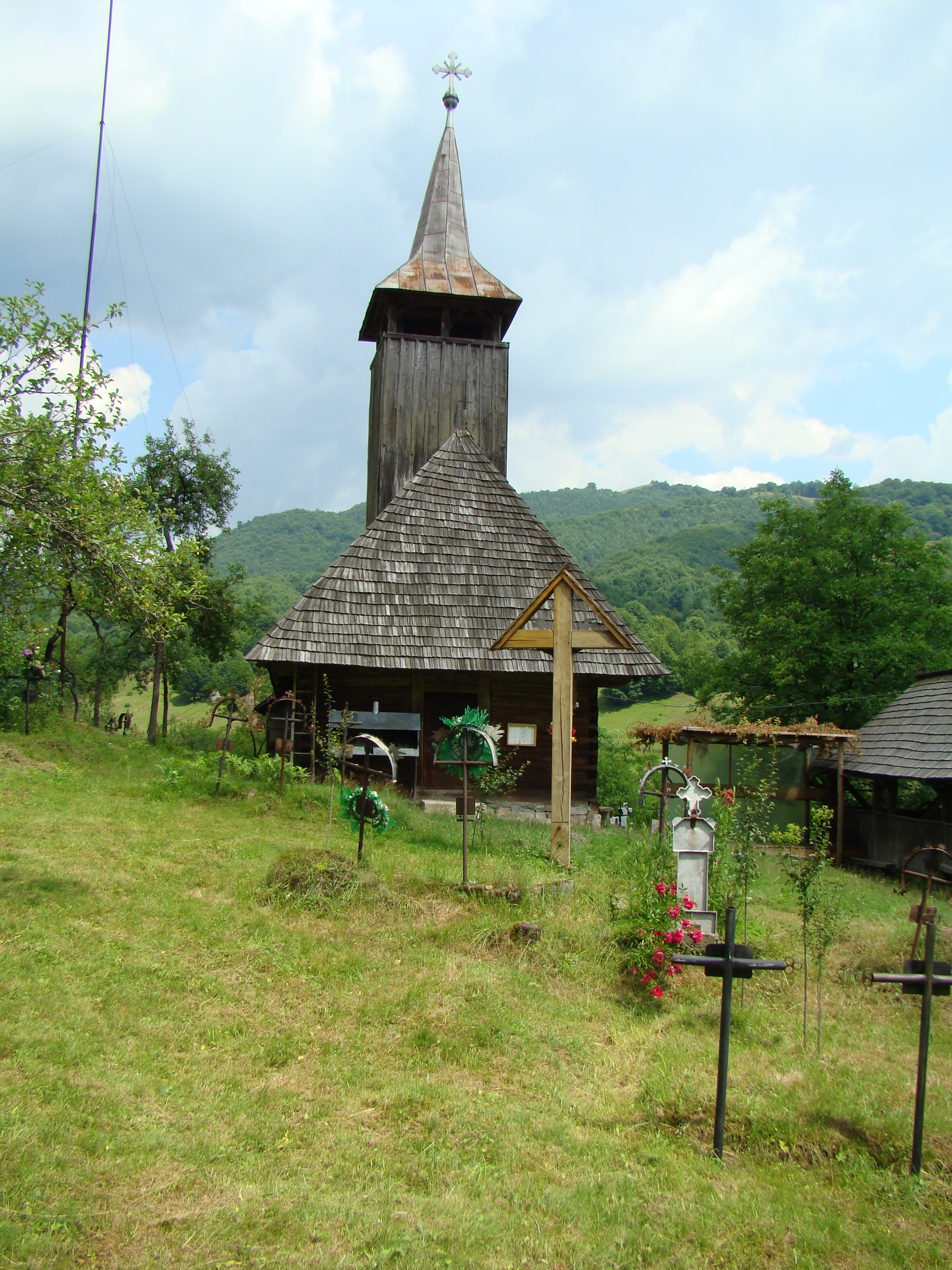
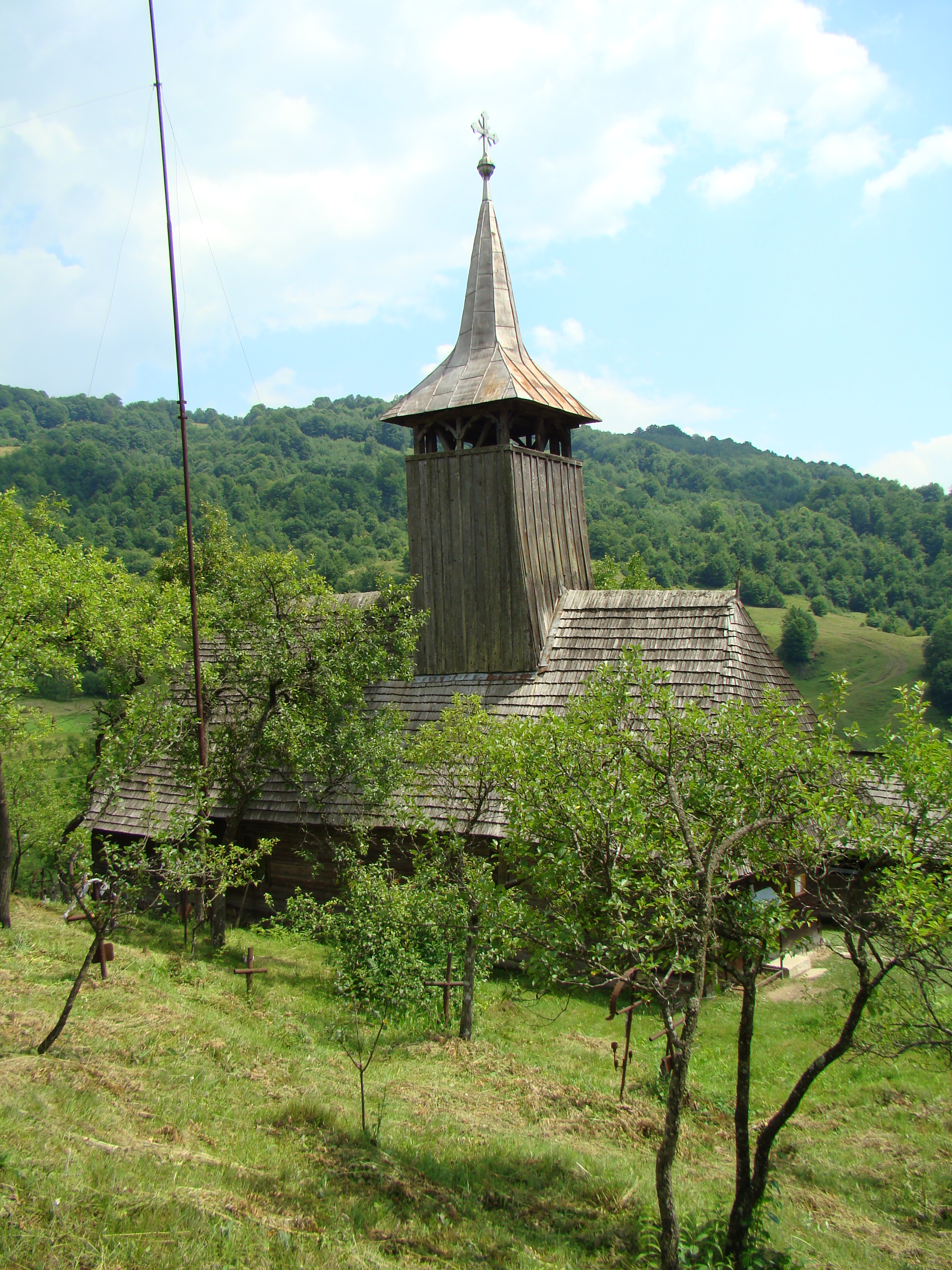
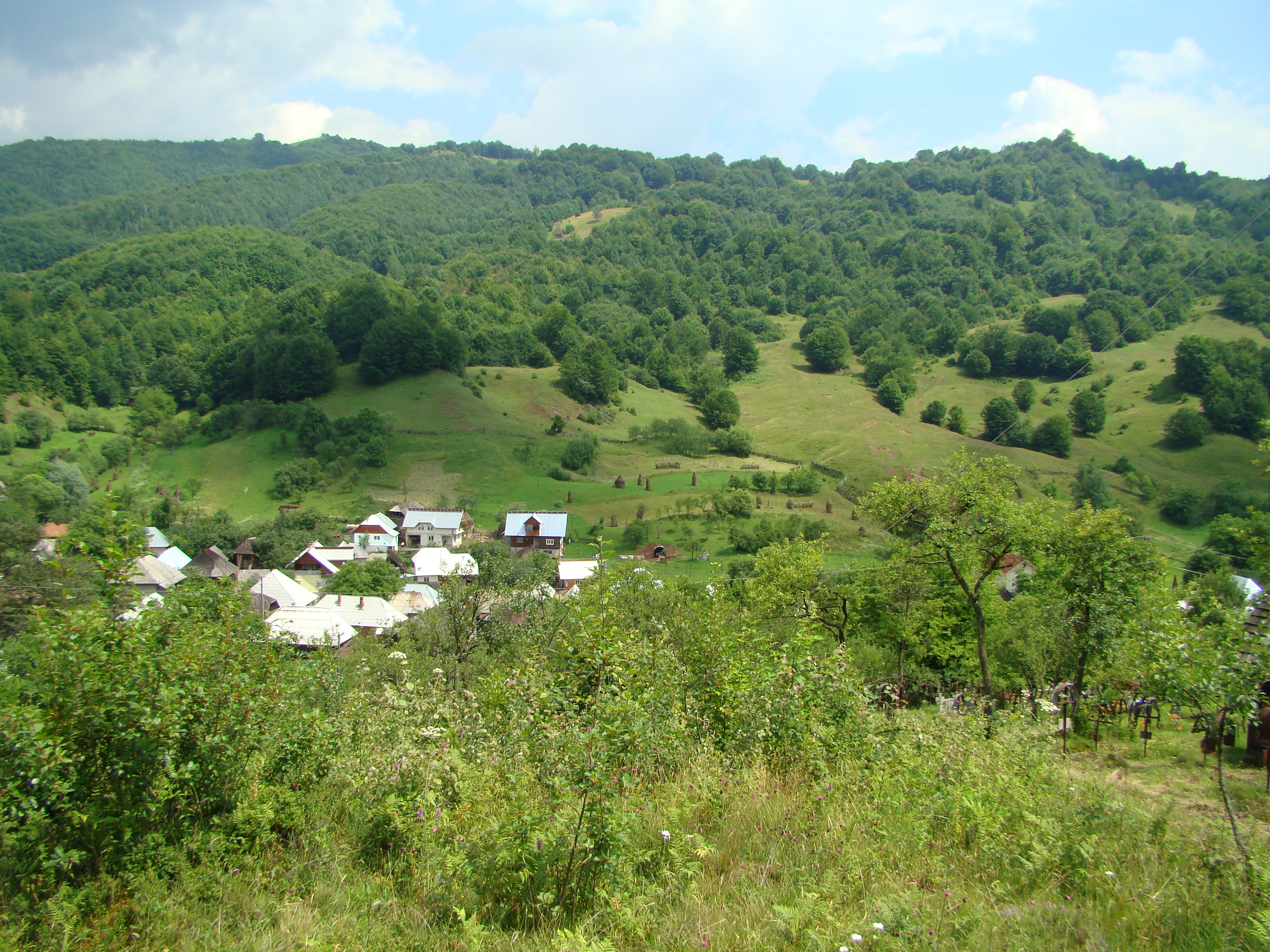
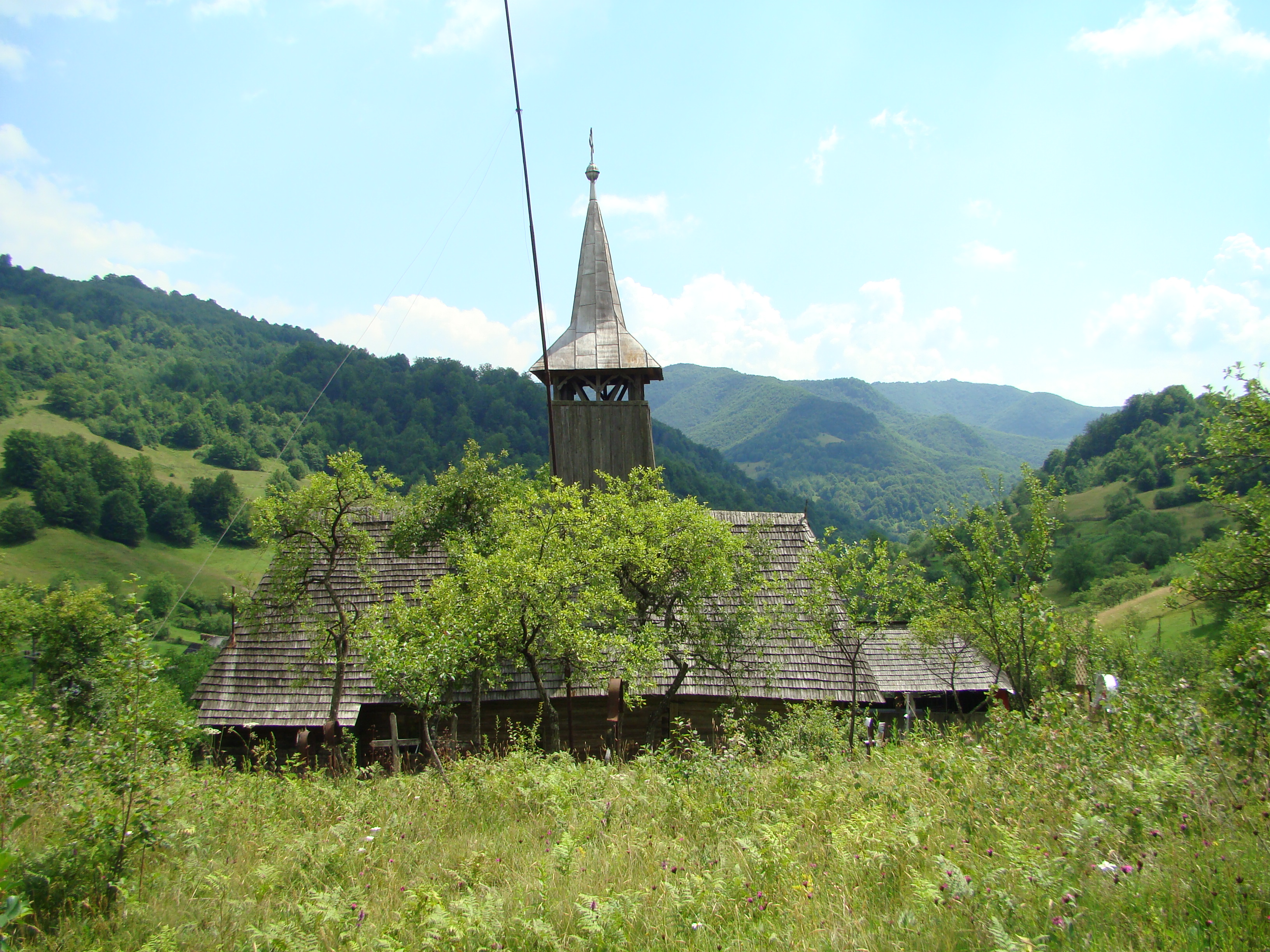
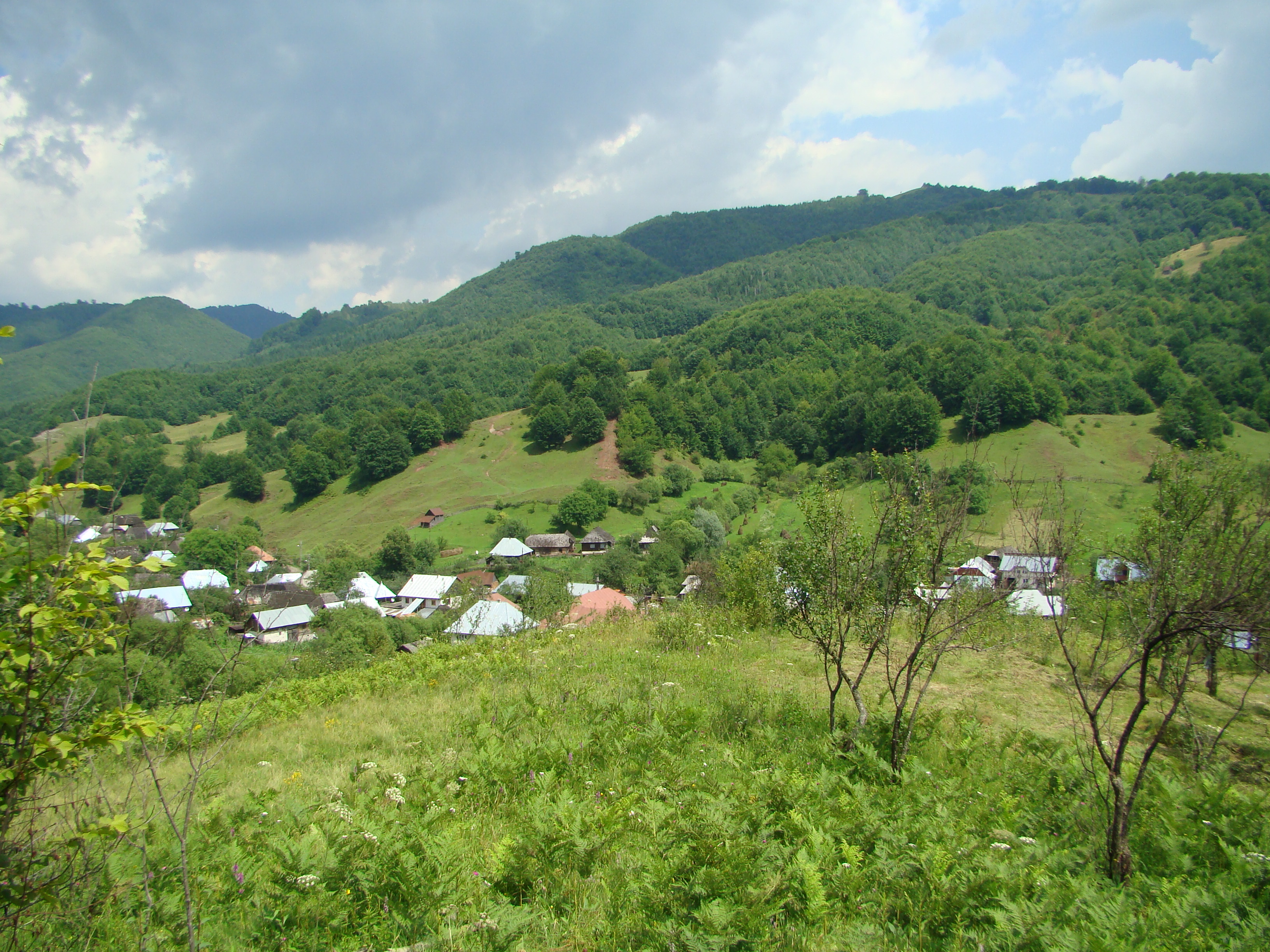
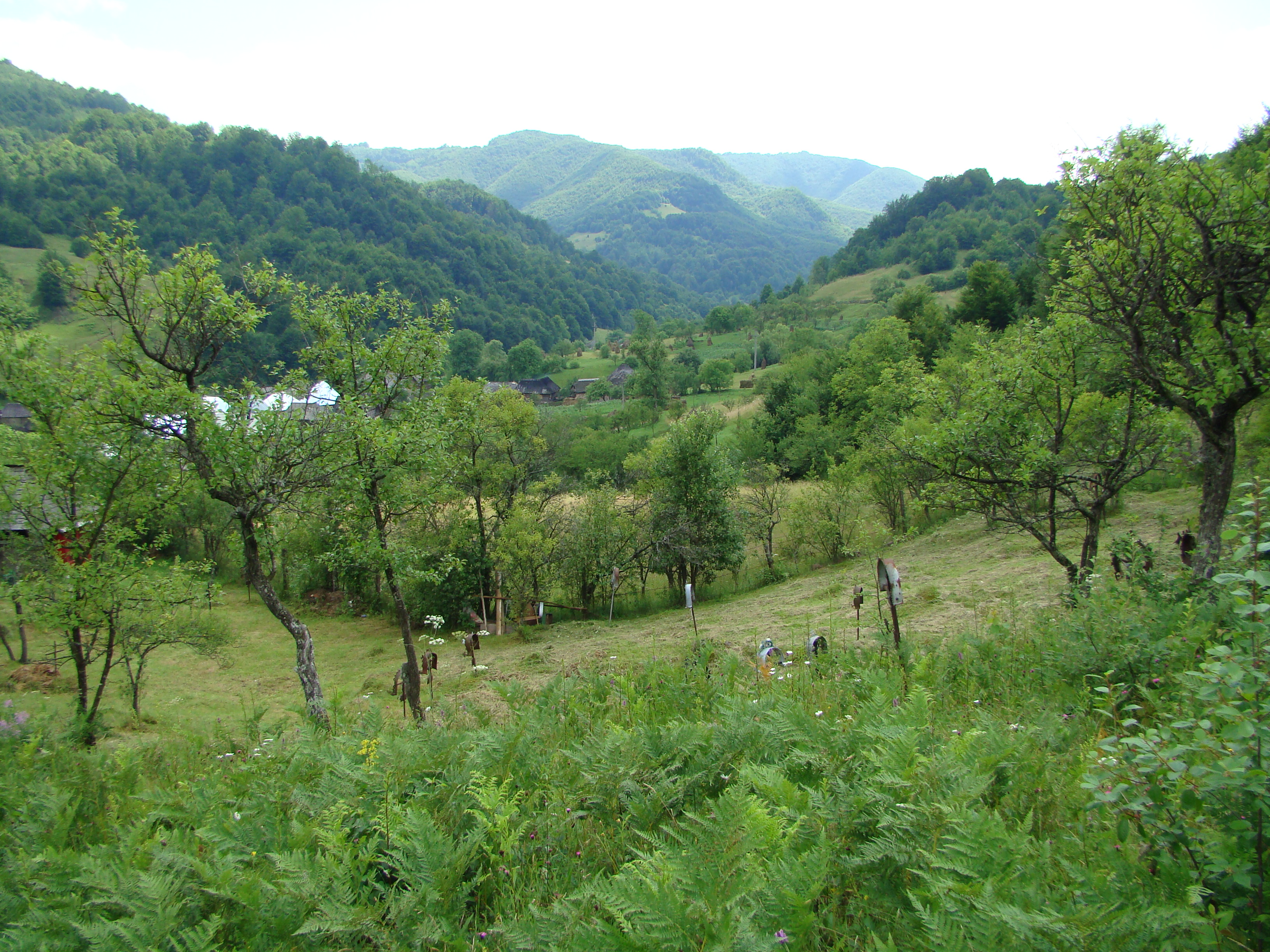
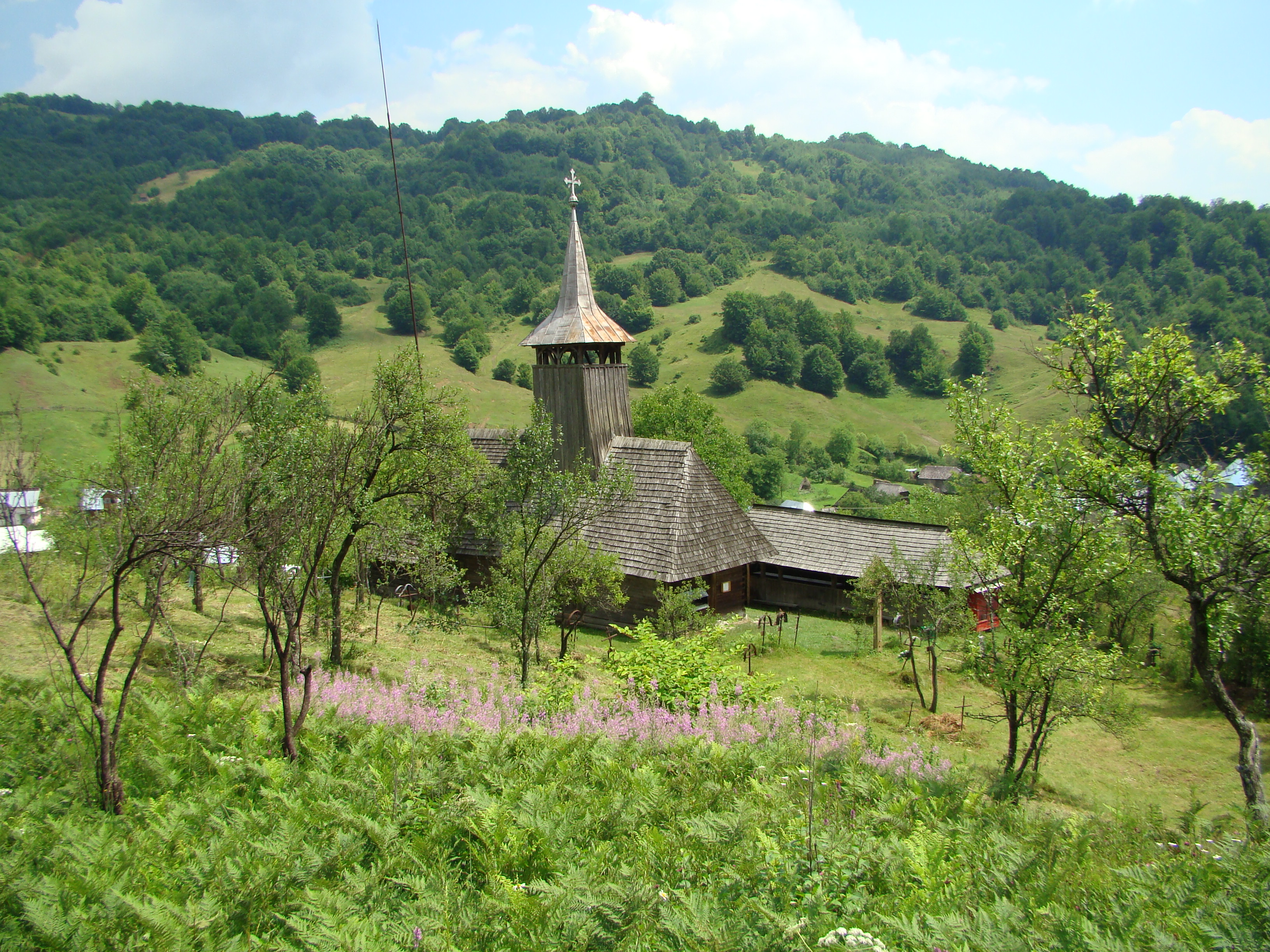
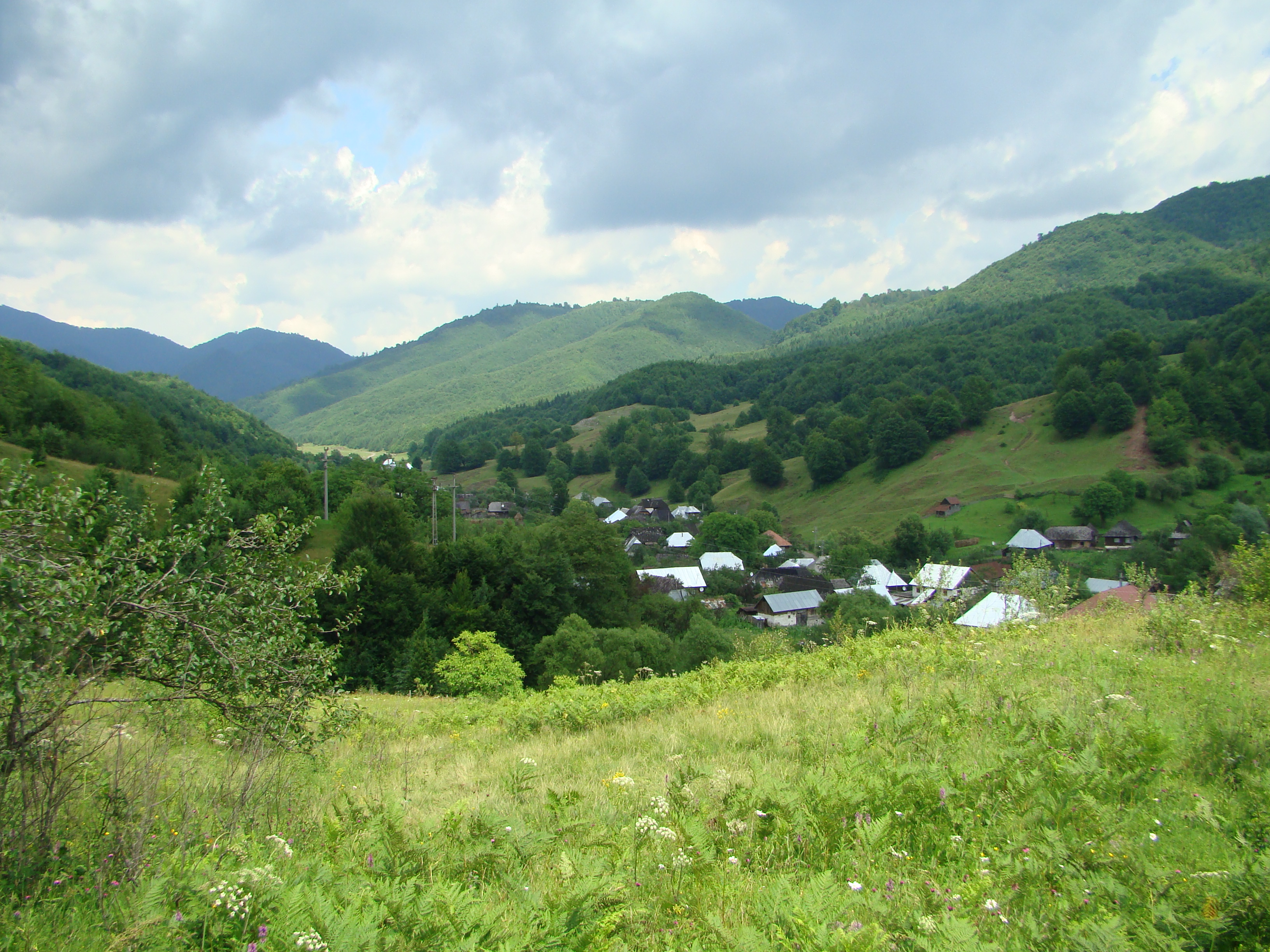
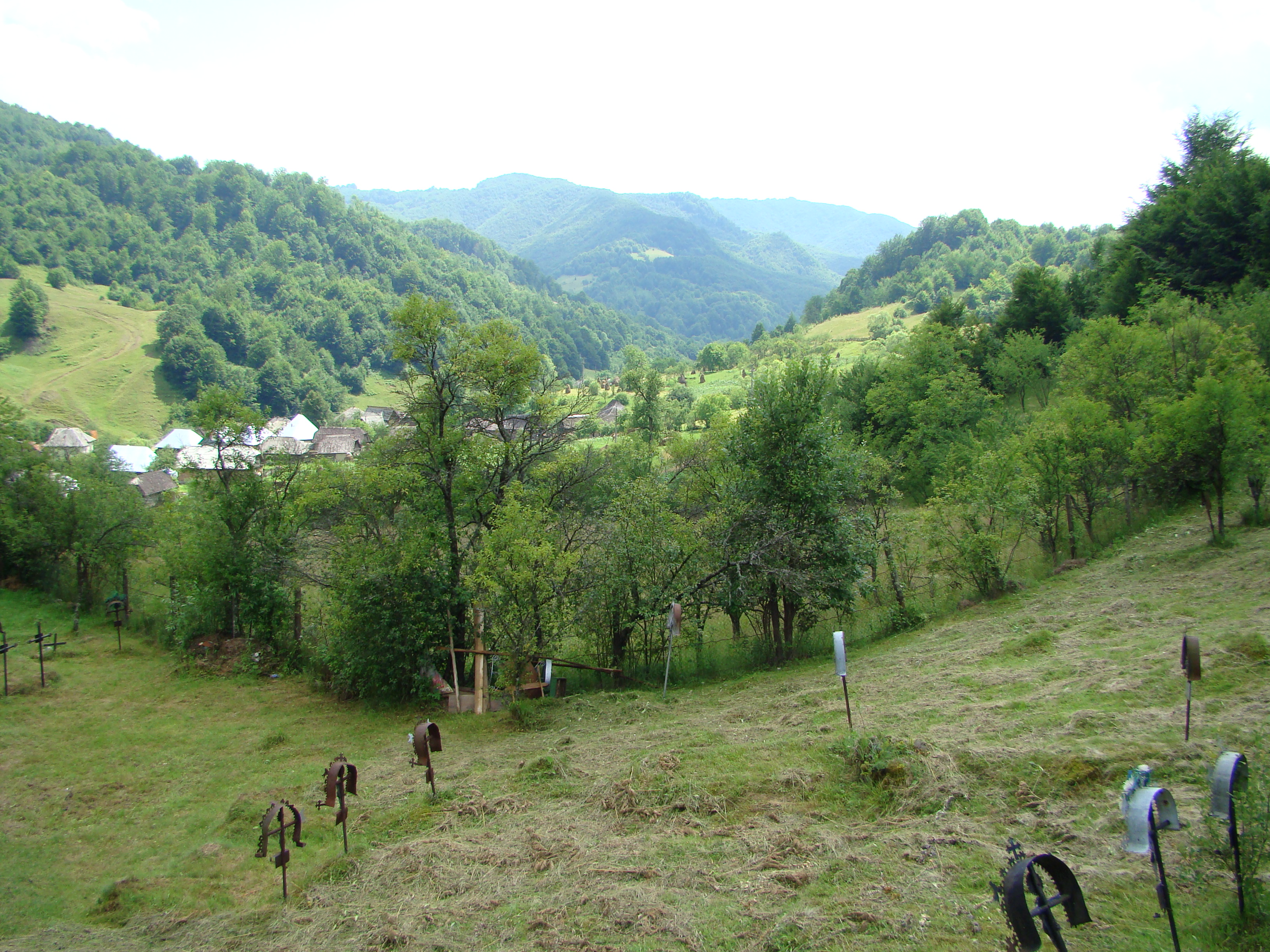
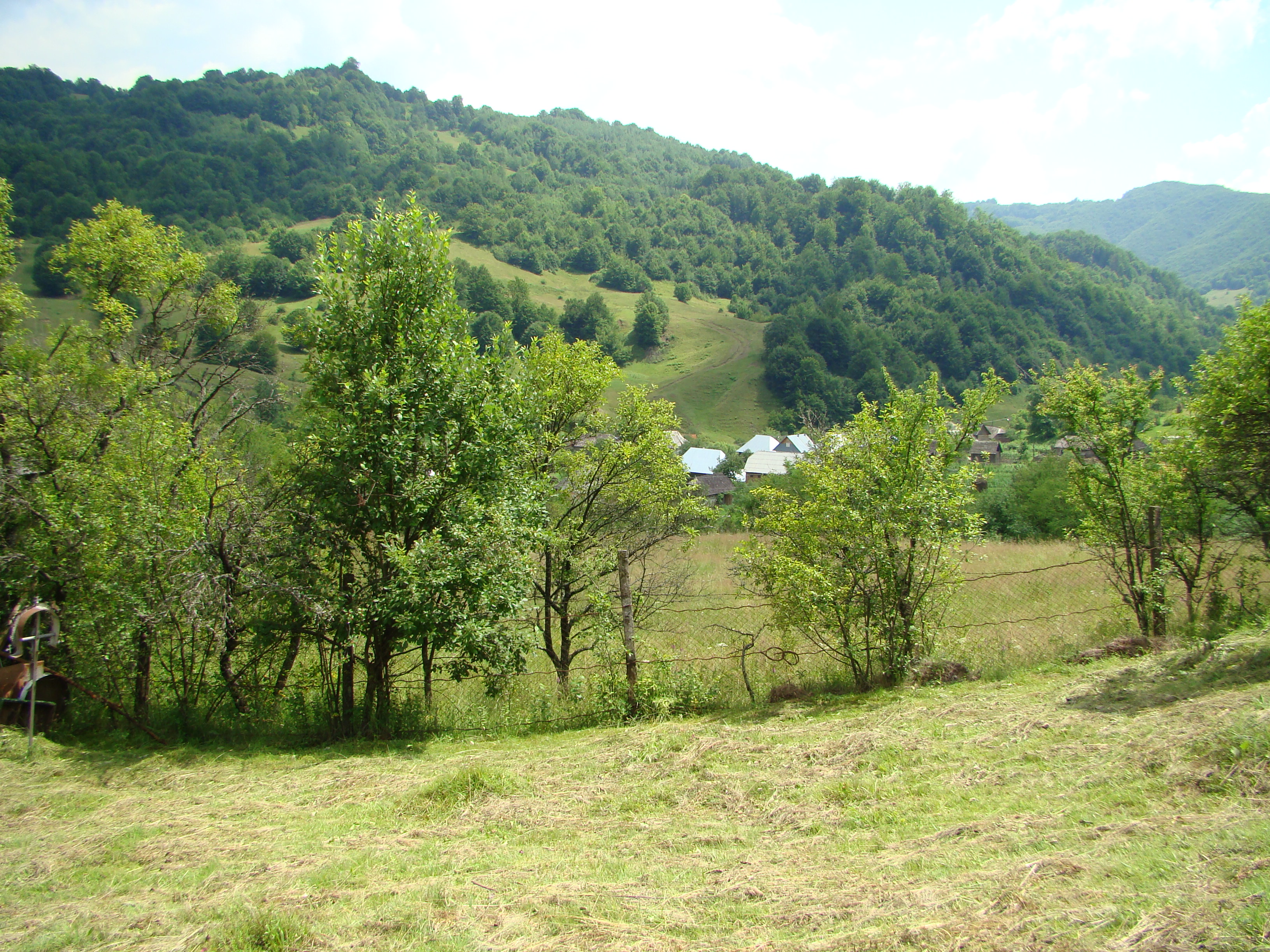

## Imagini din interior

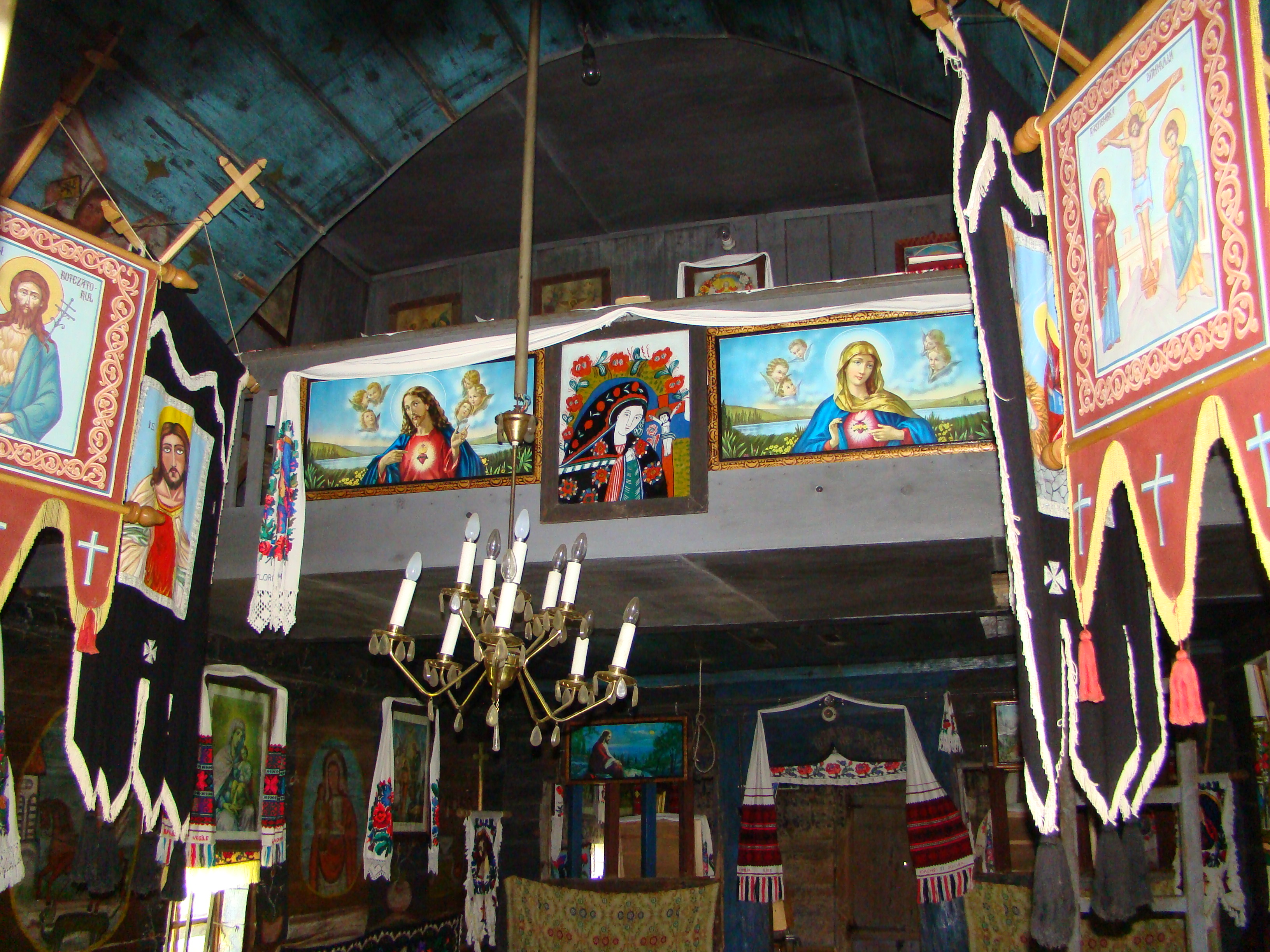
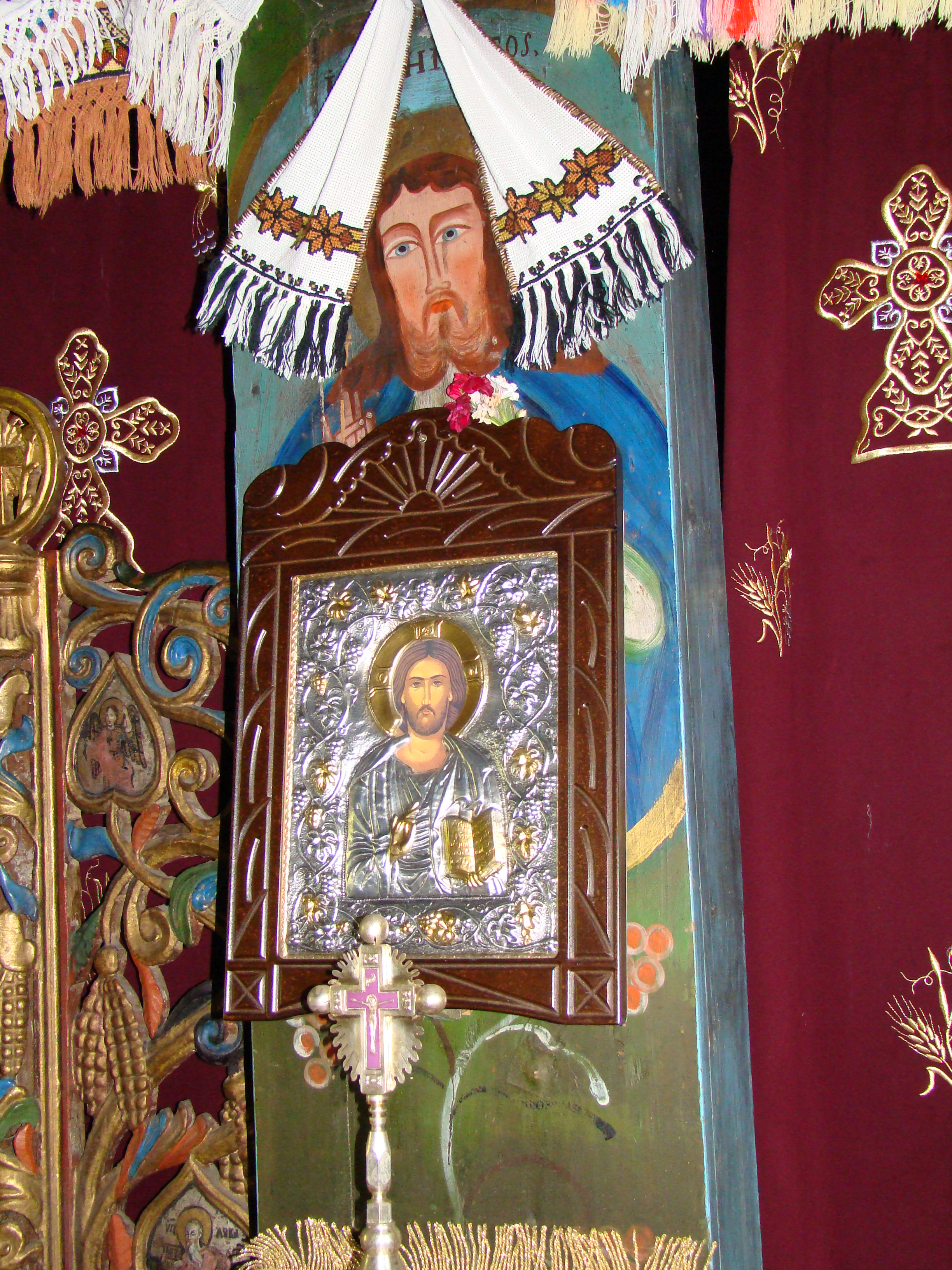
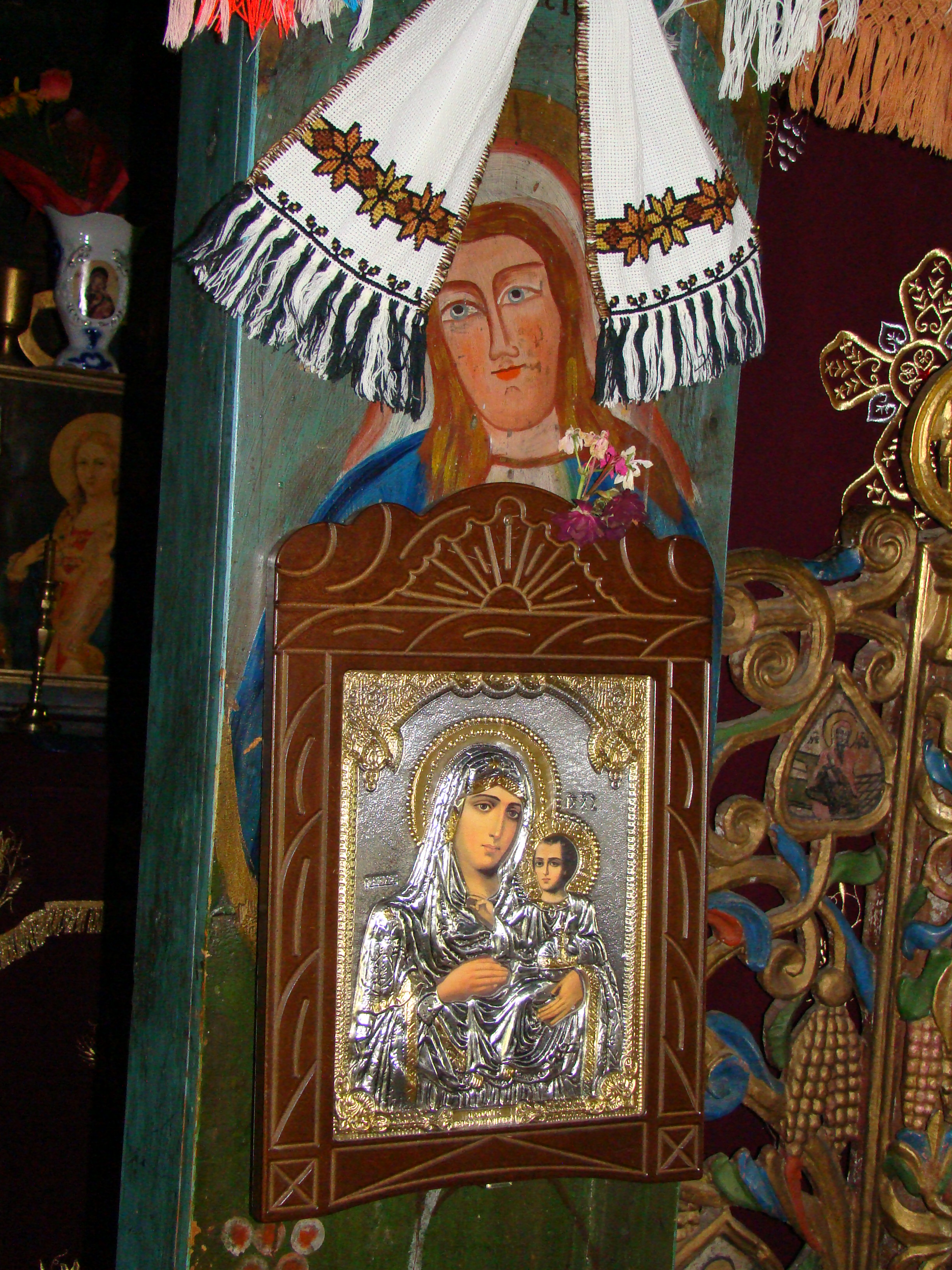
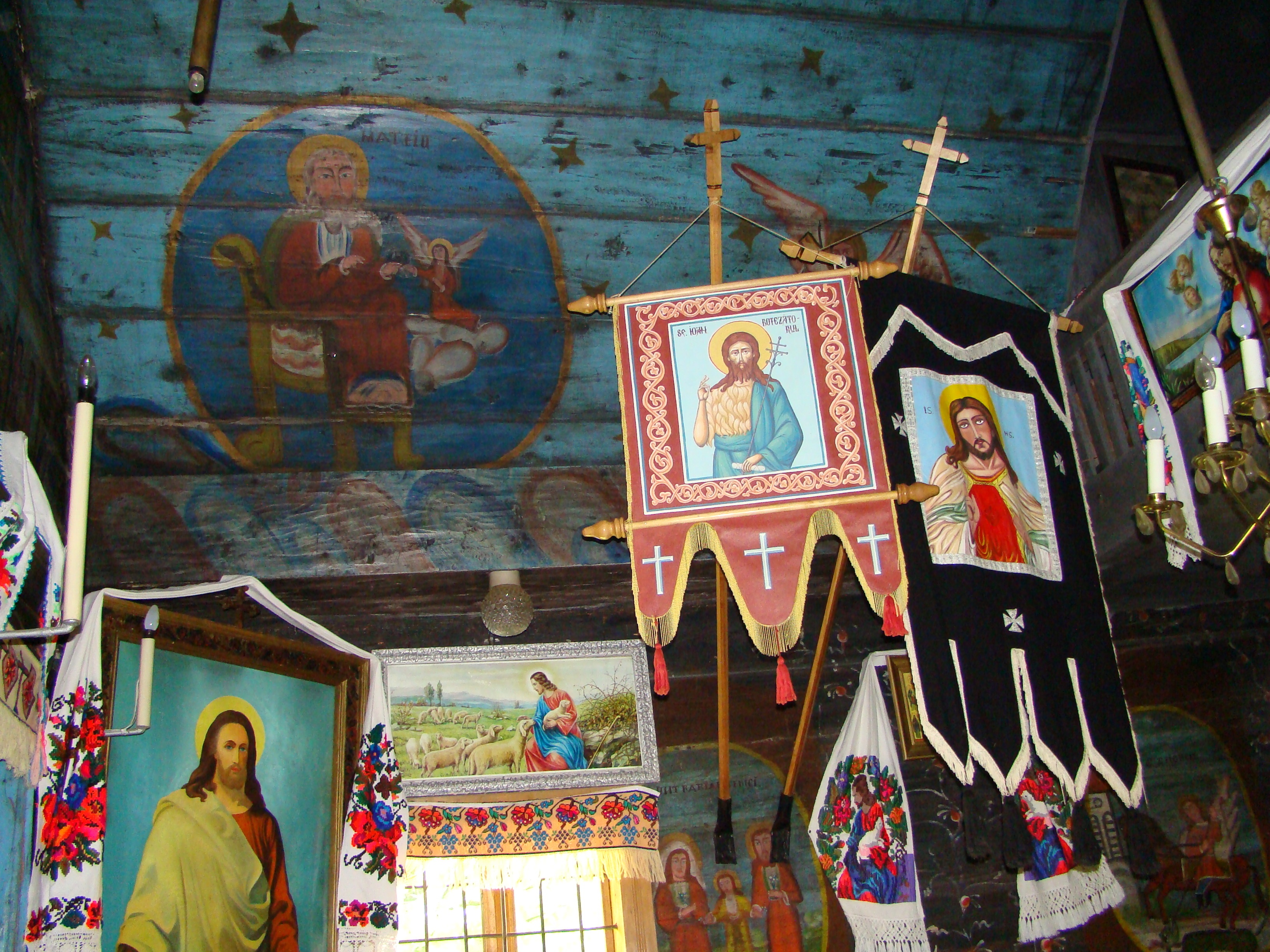
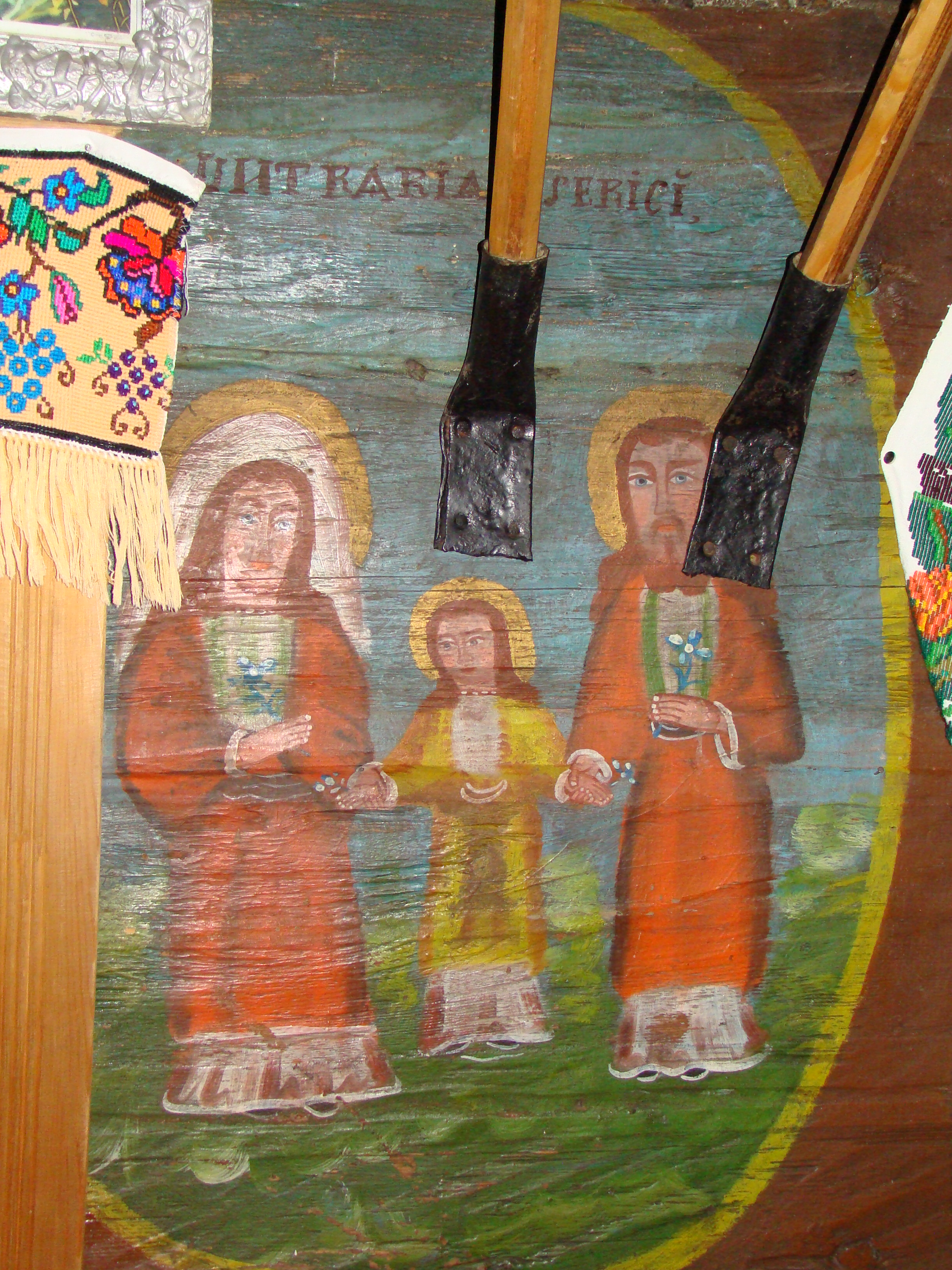
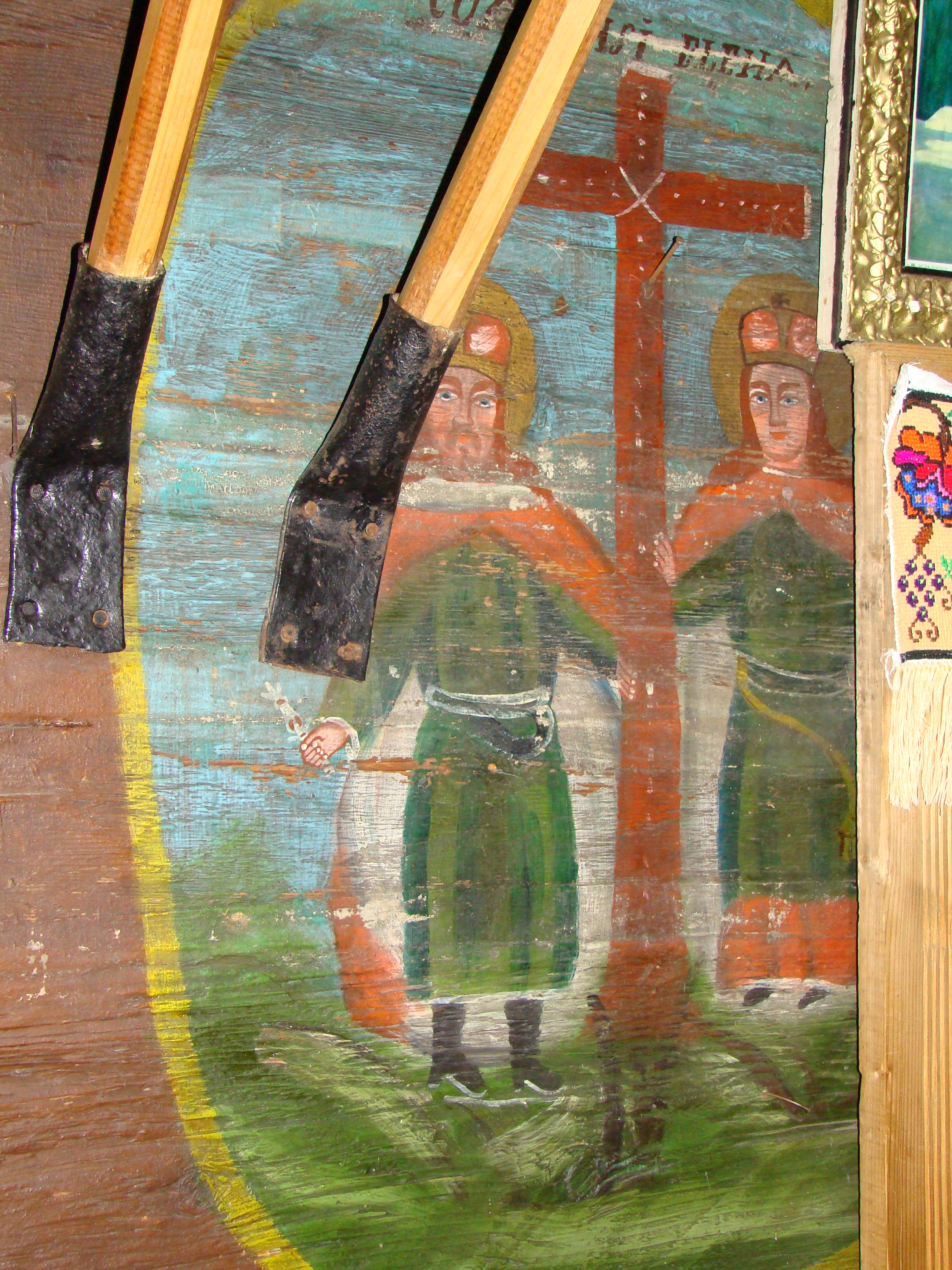
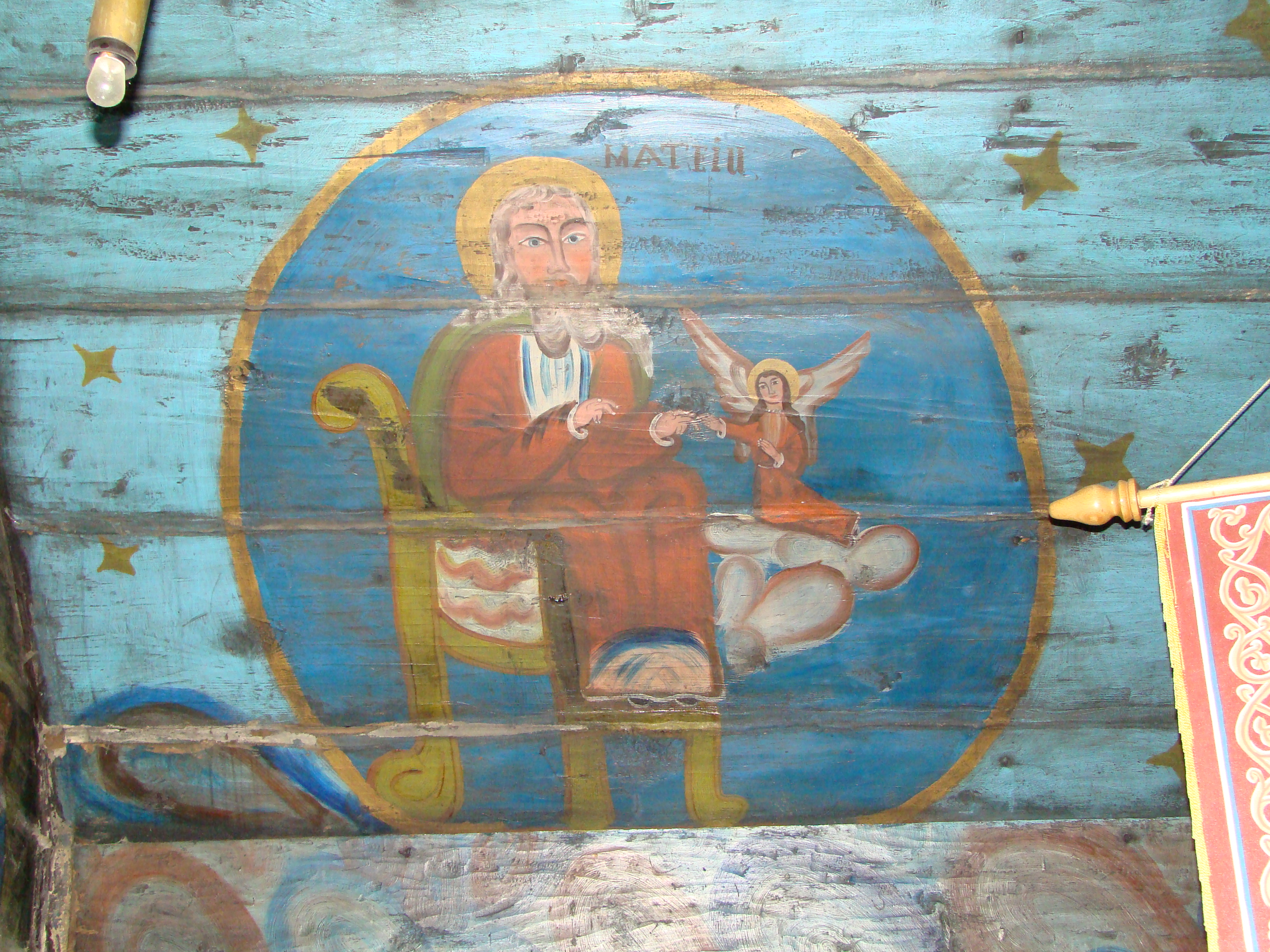
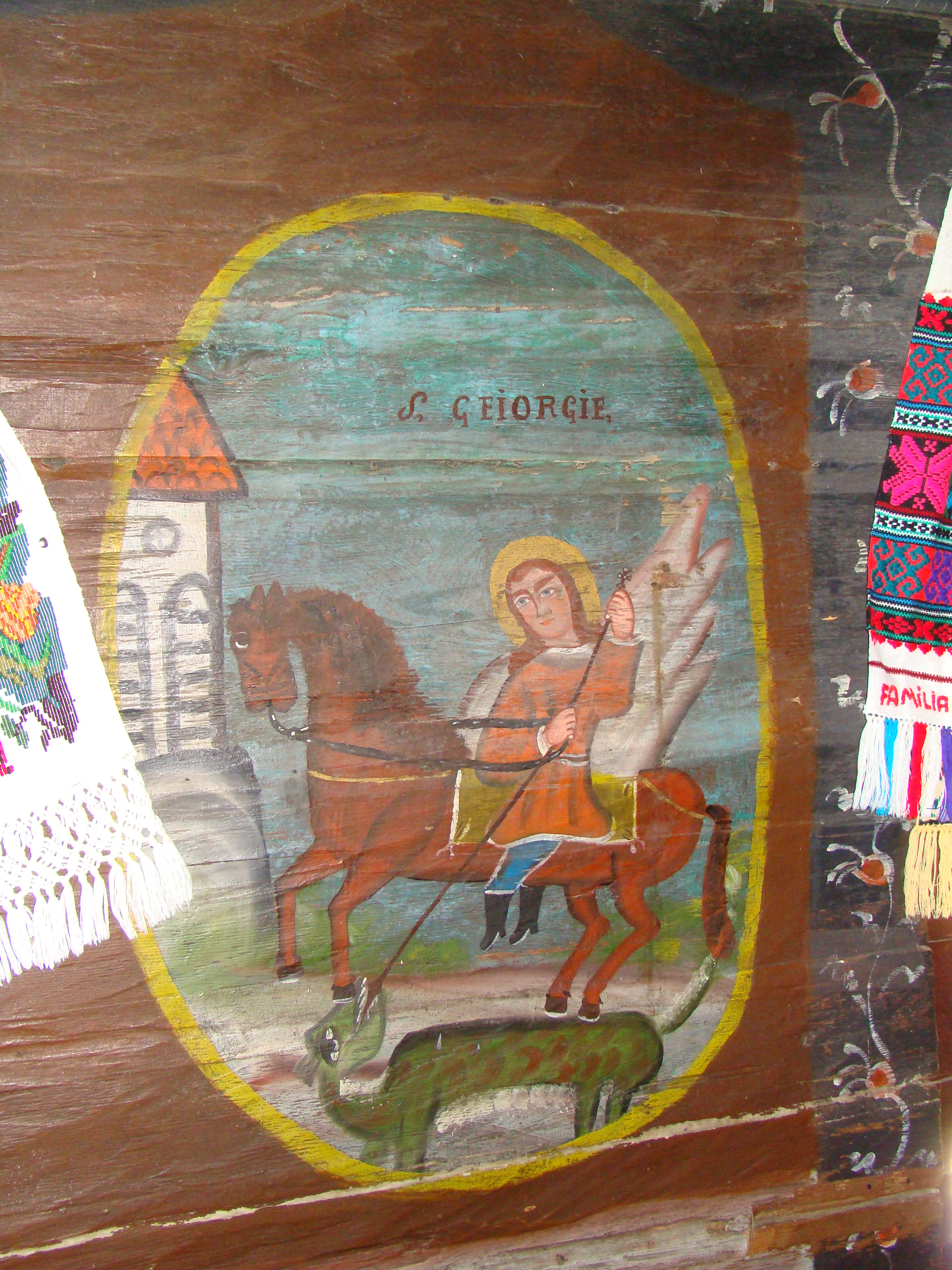
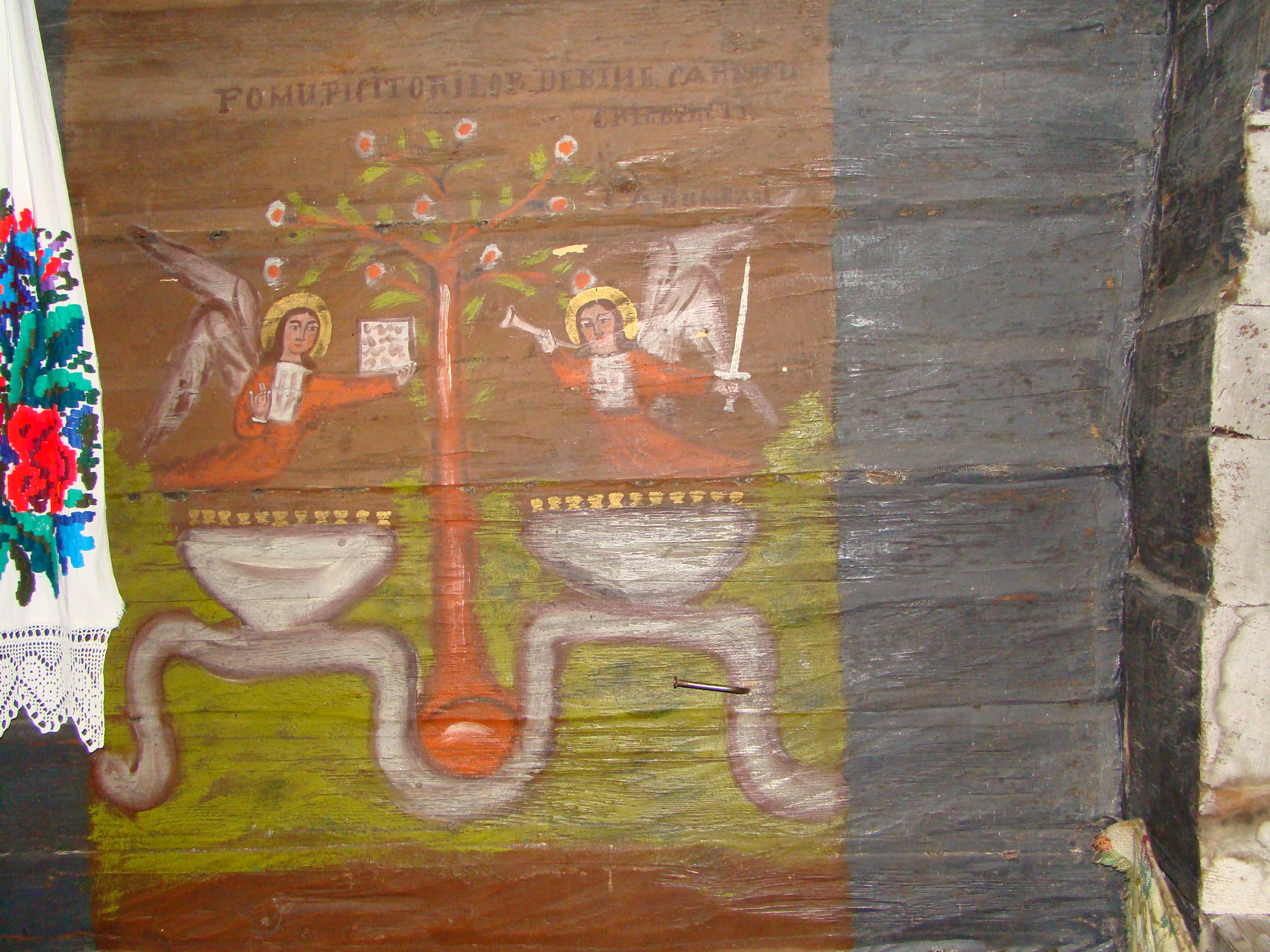
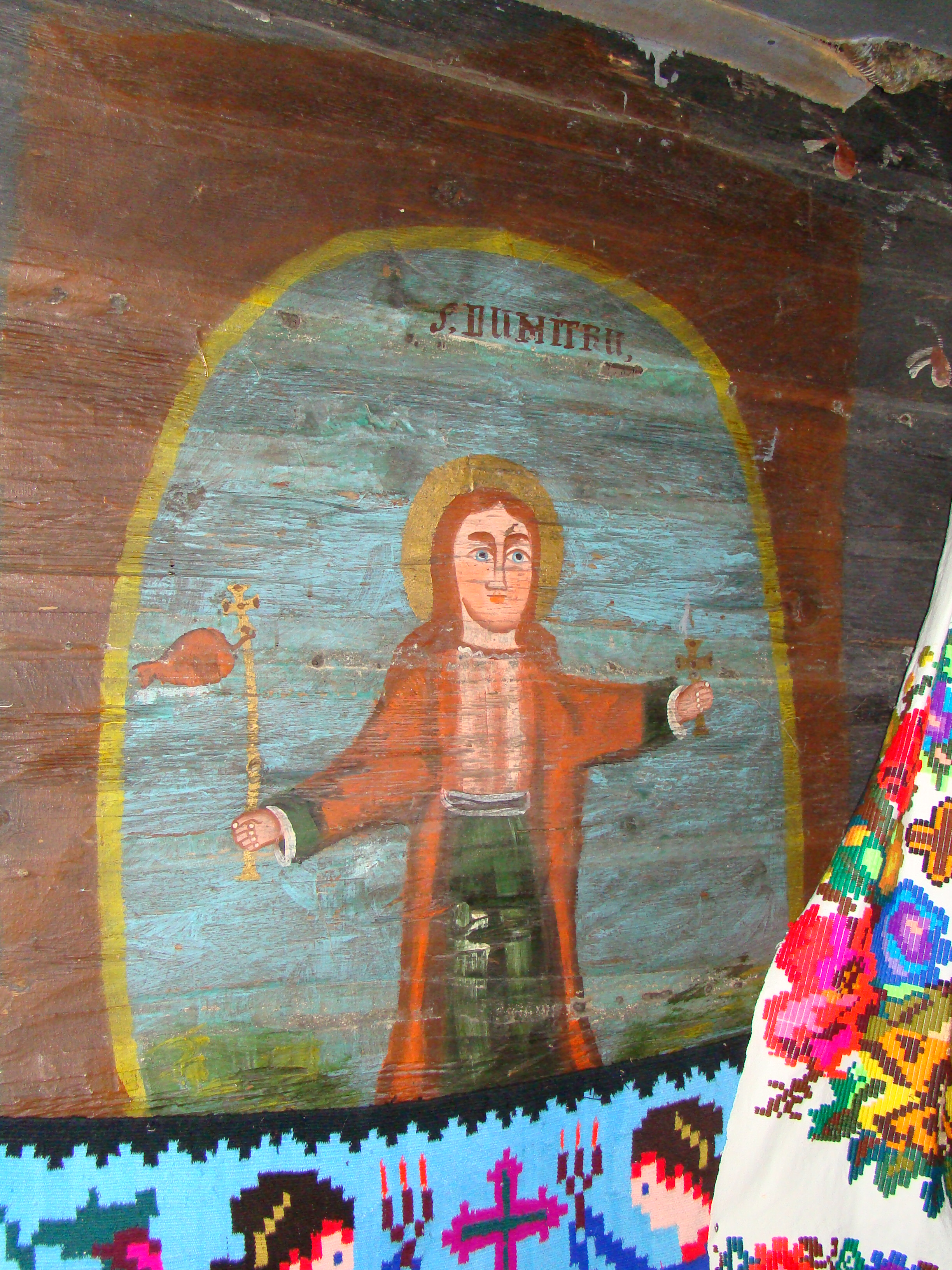
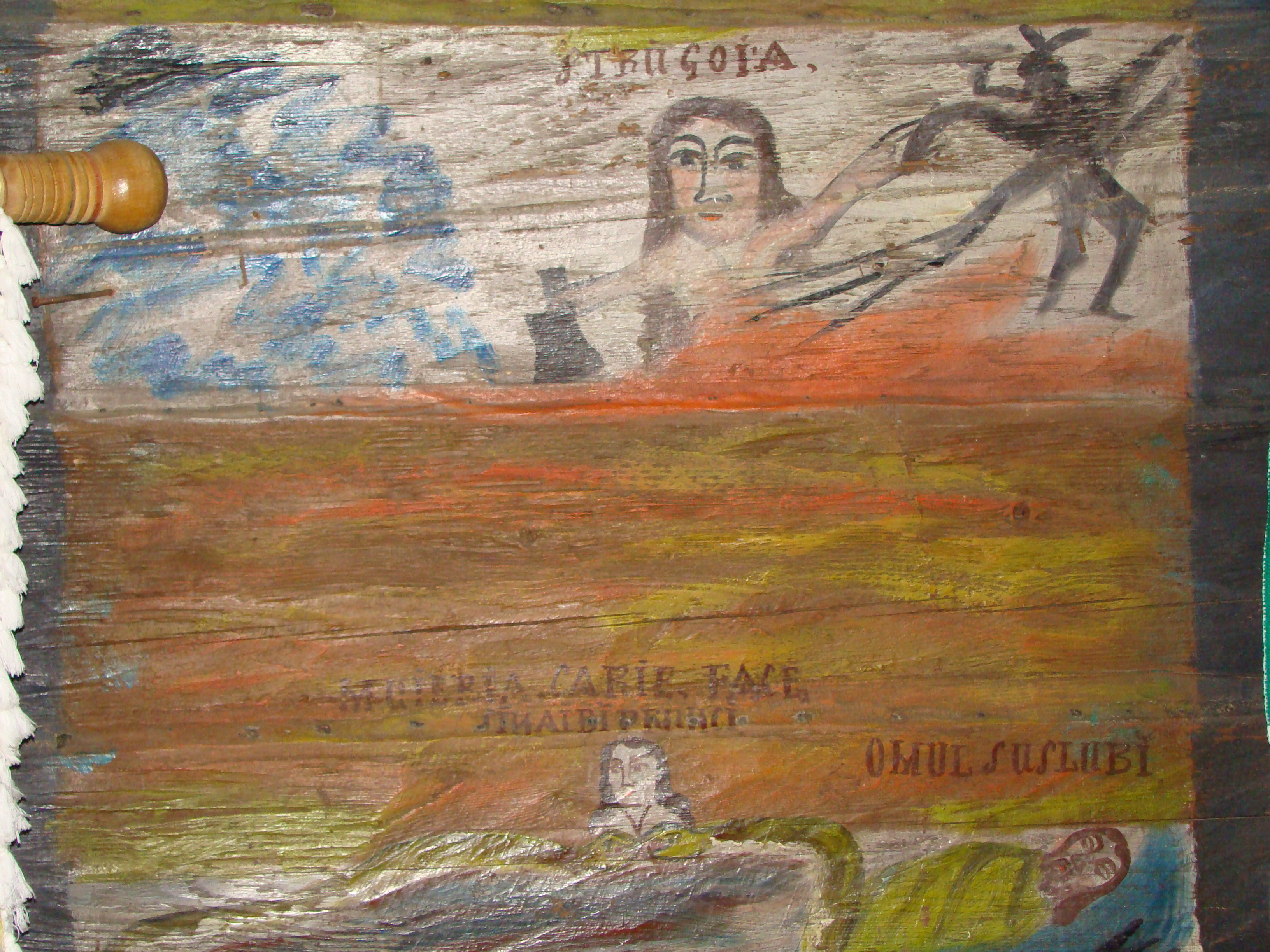
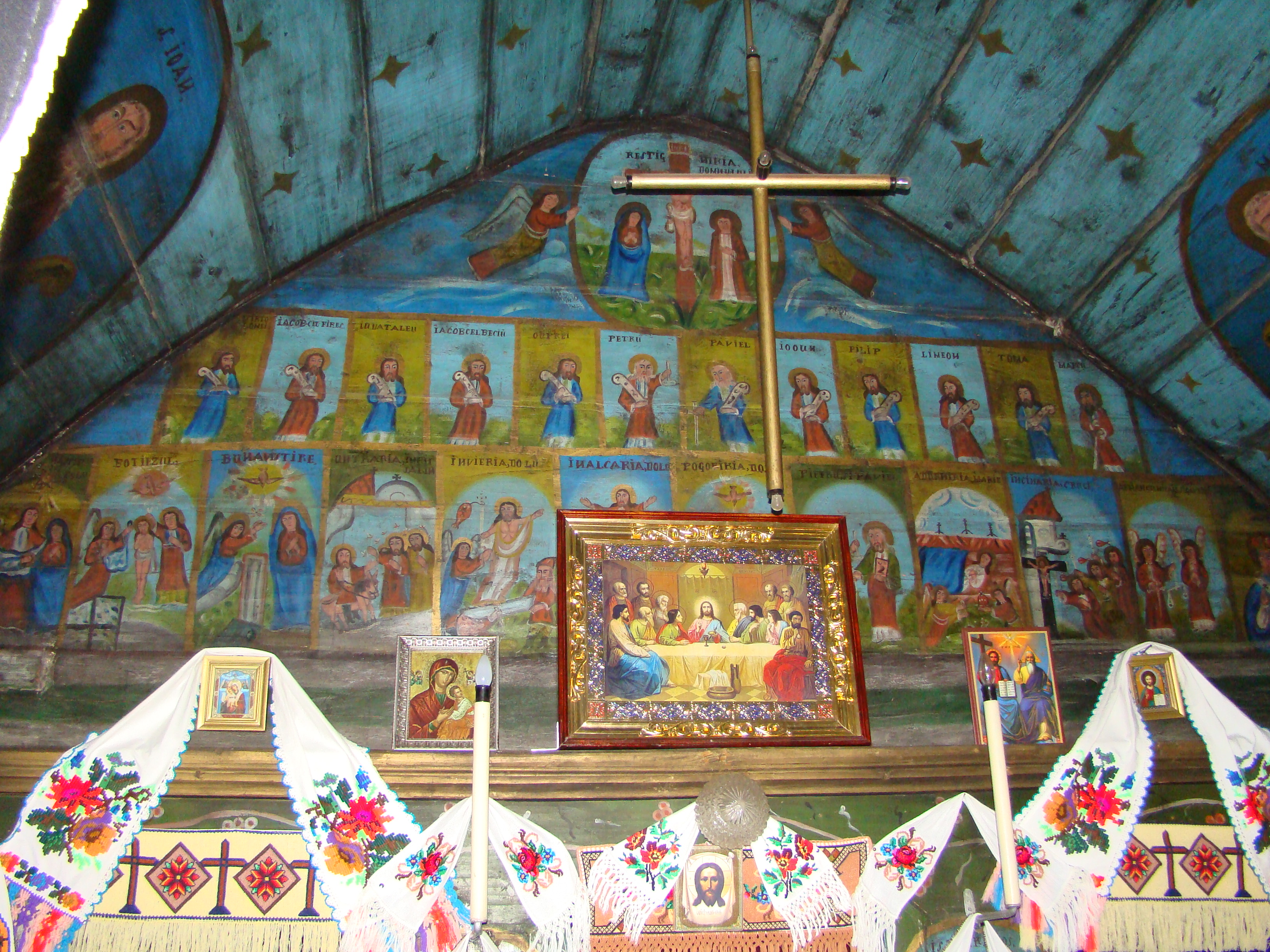
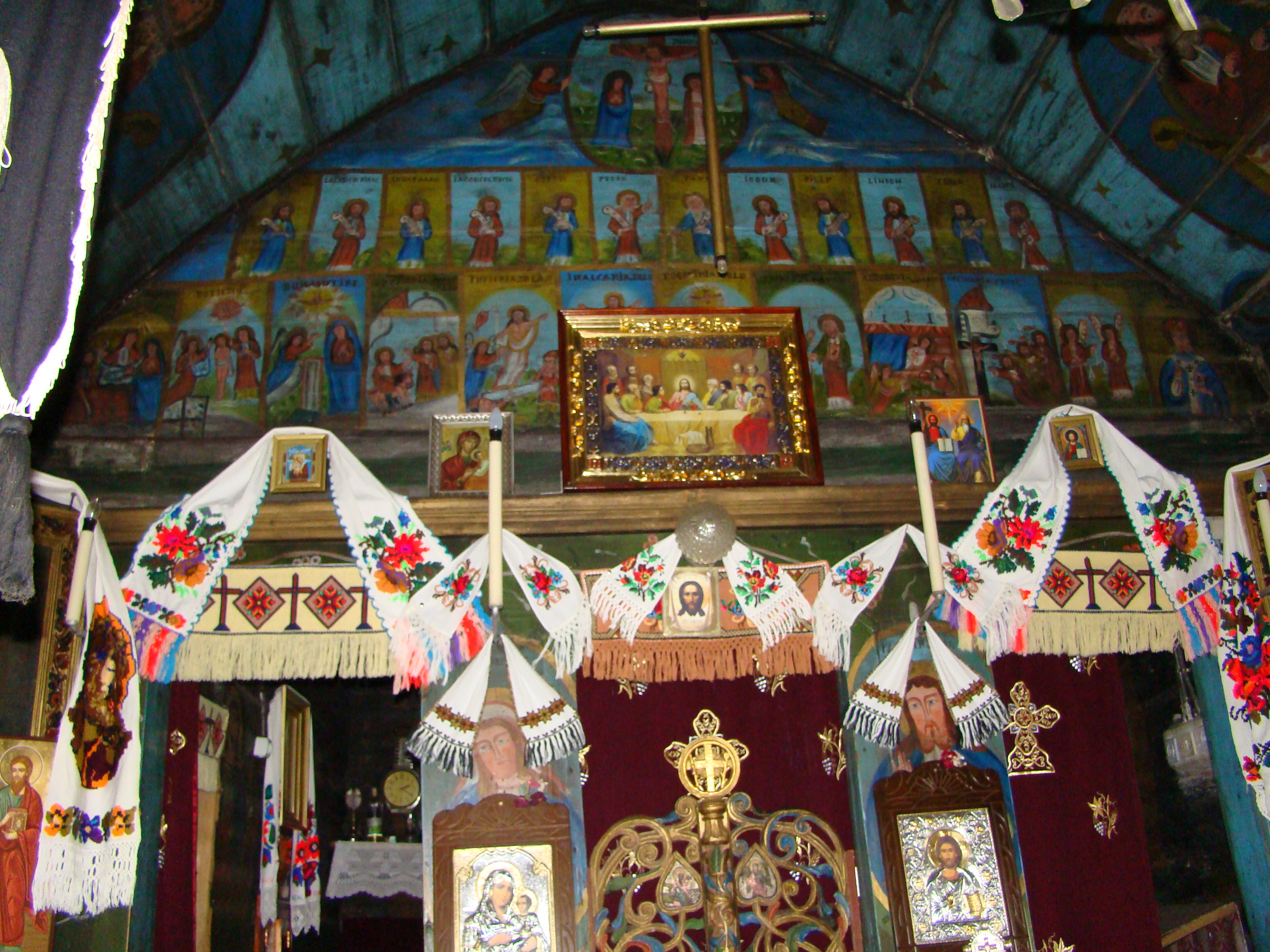
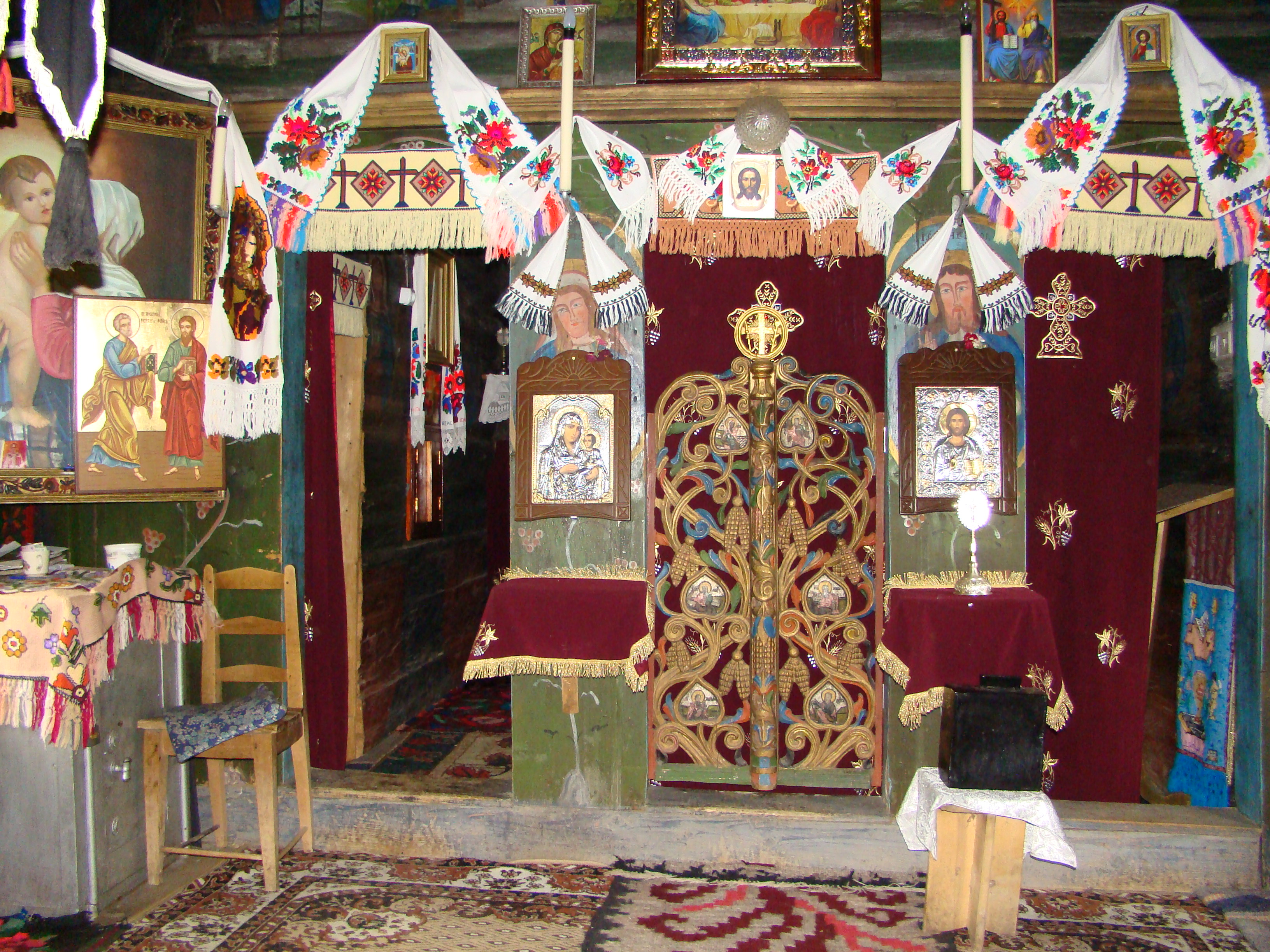
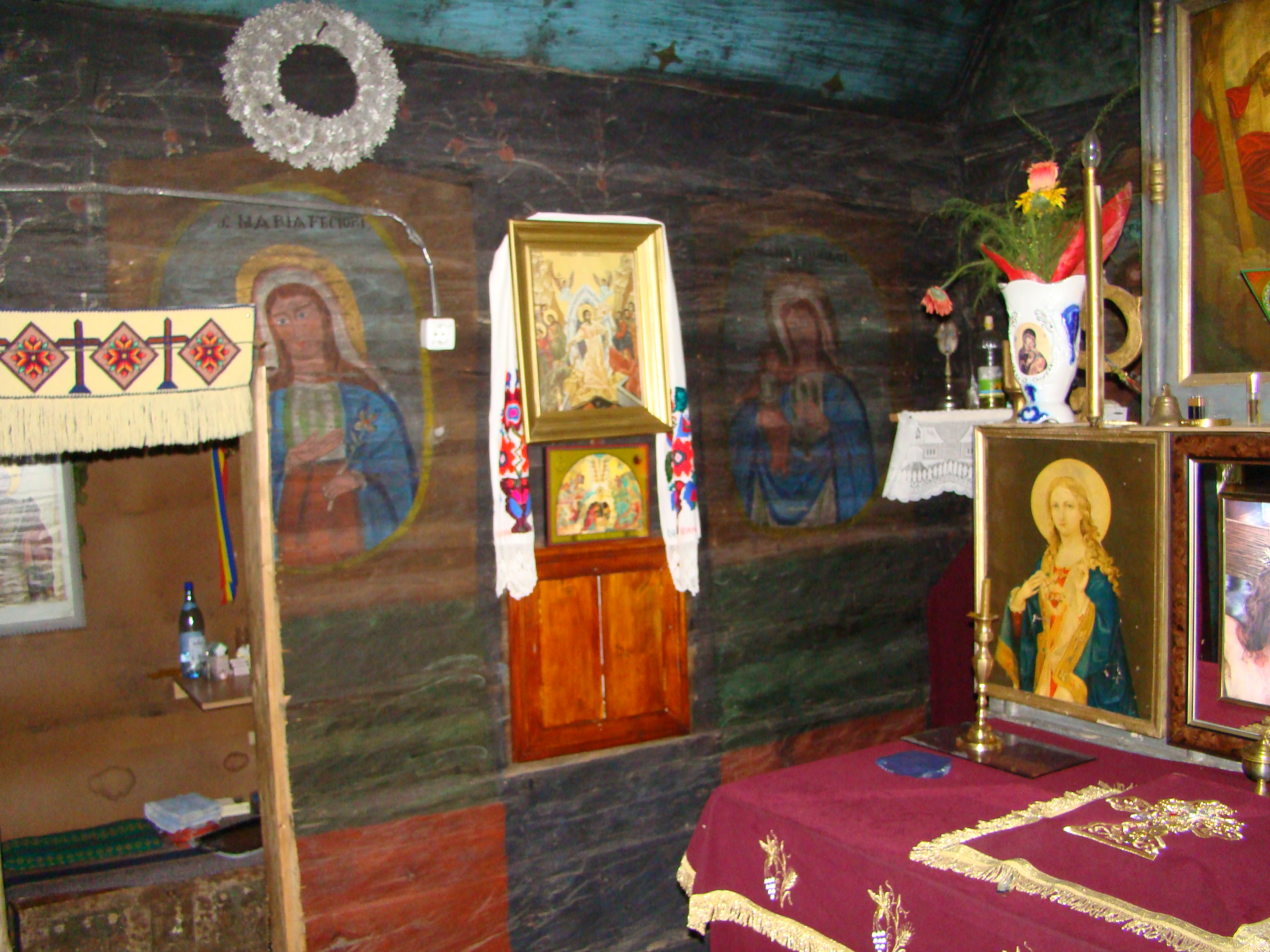
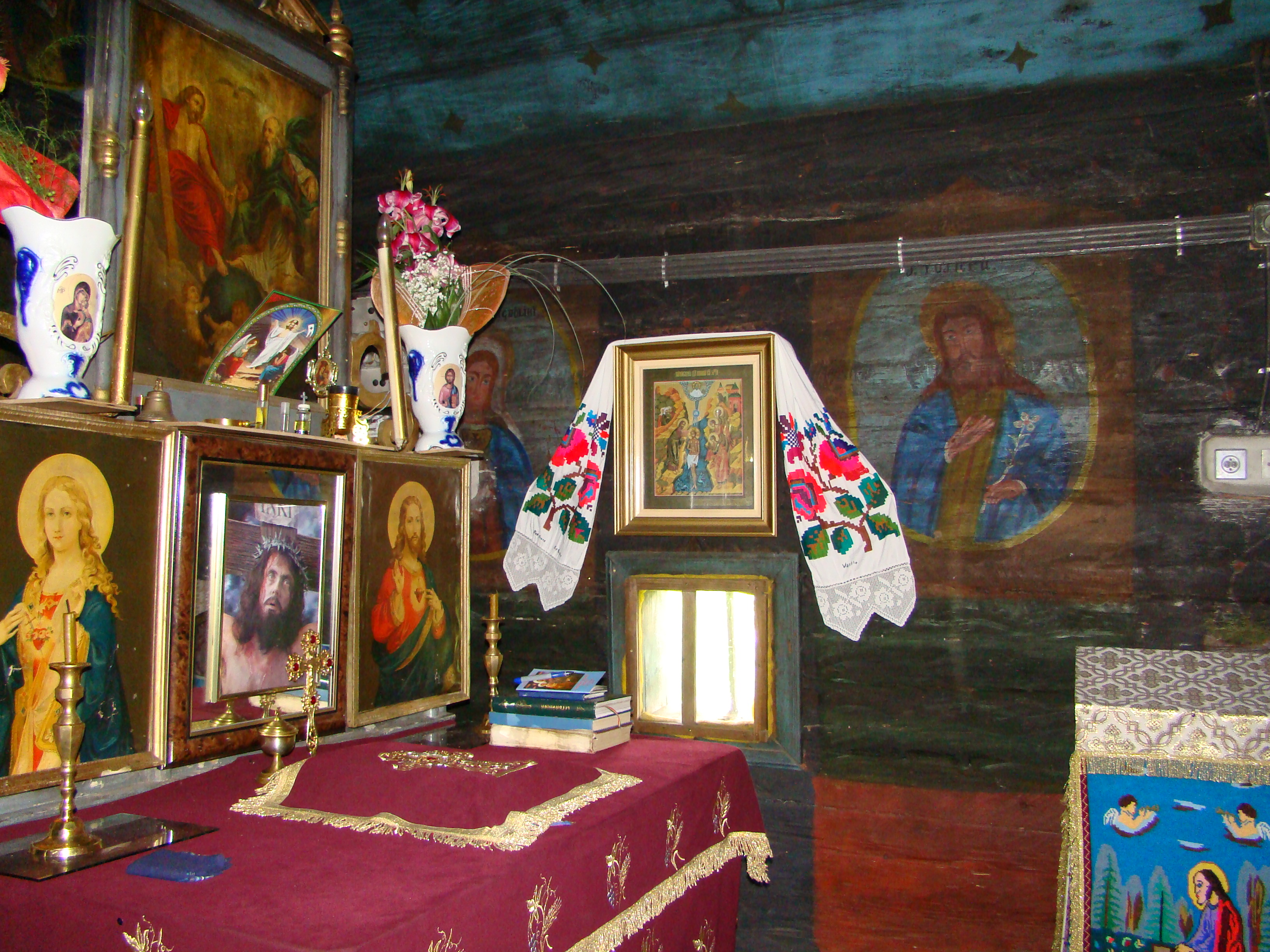
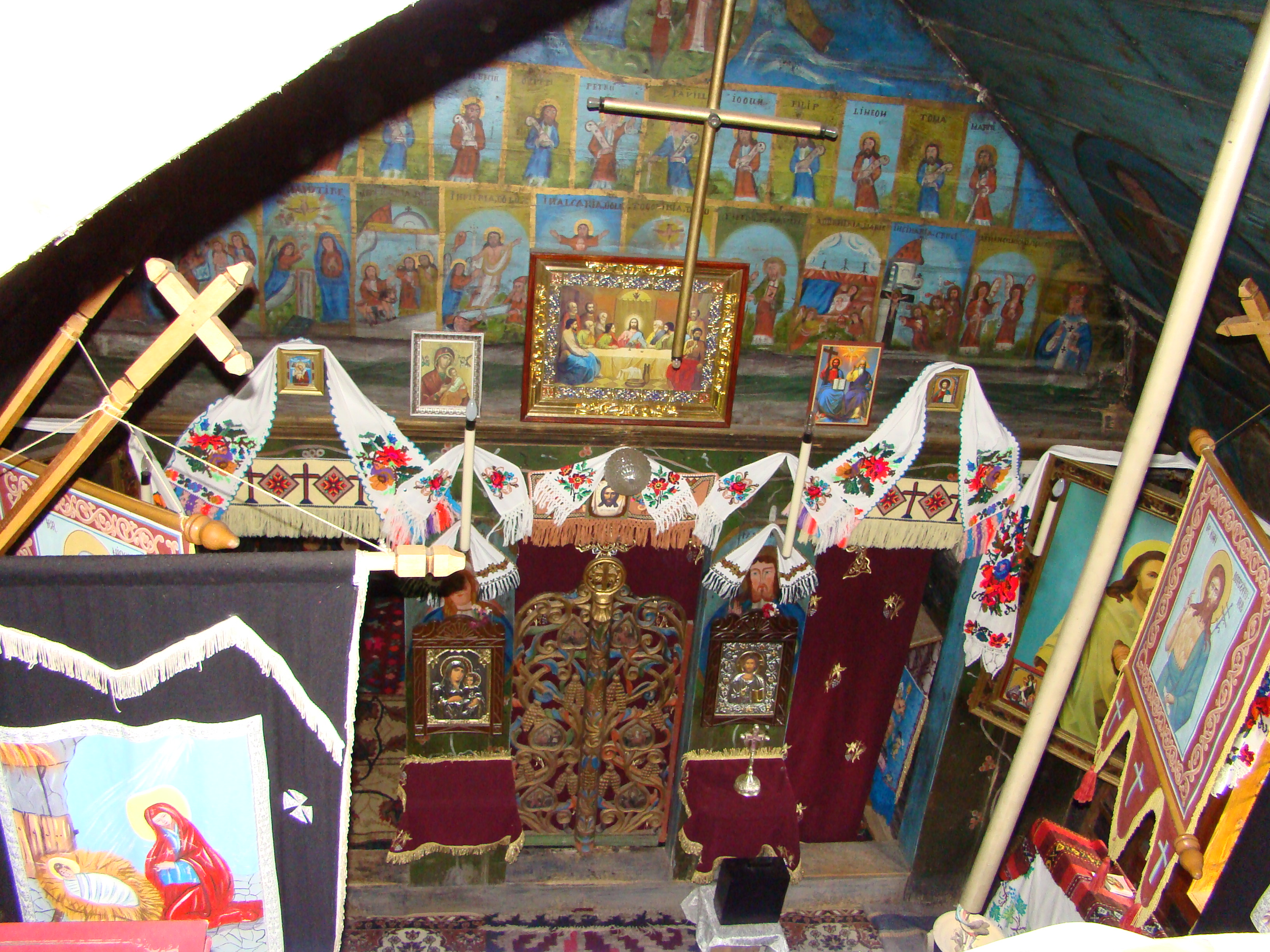
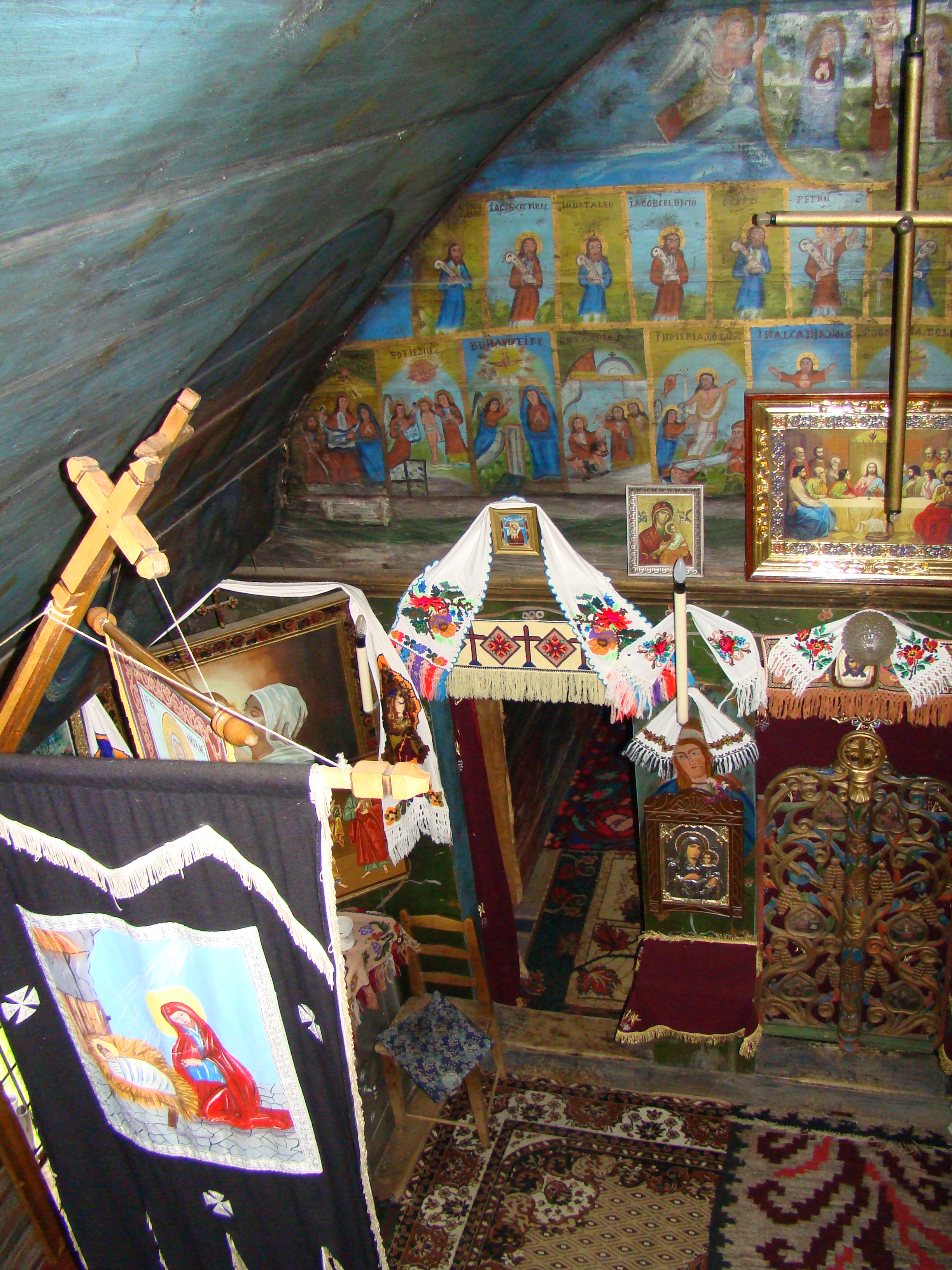
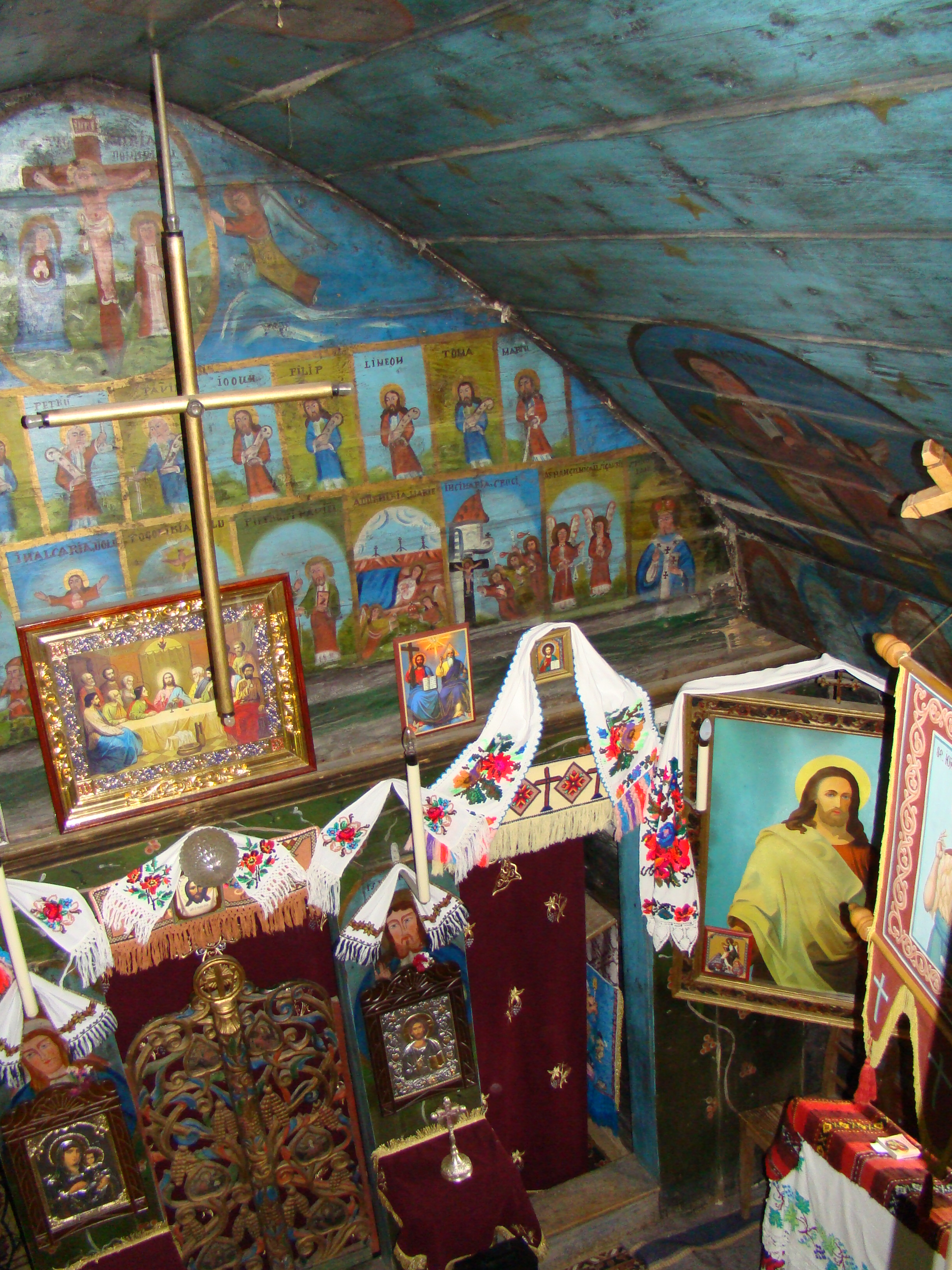
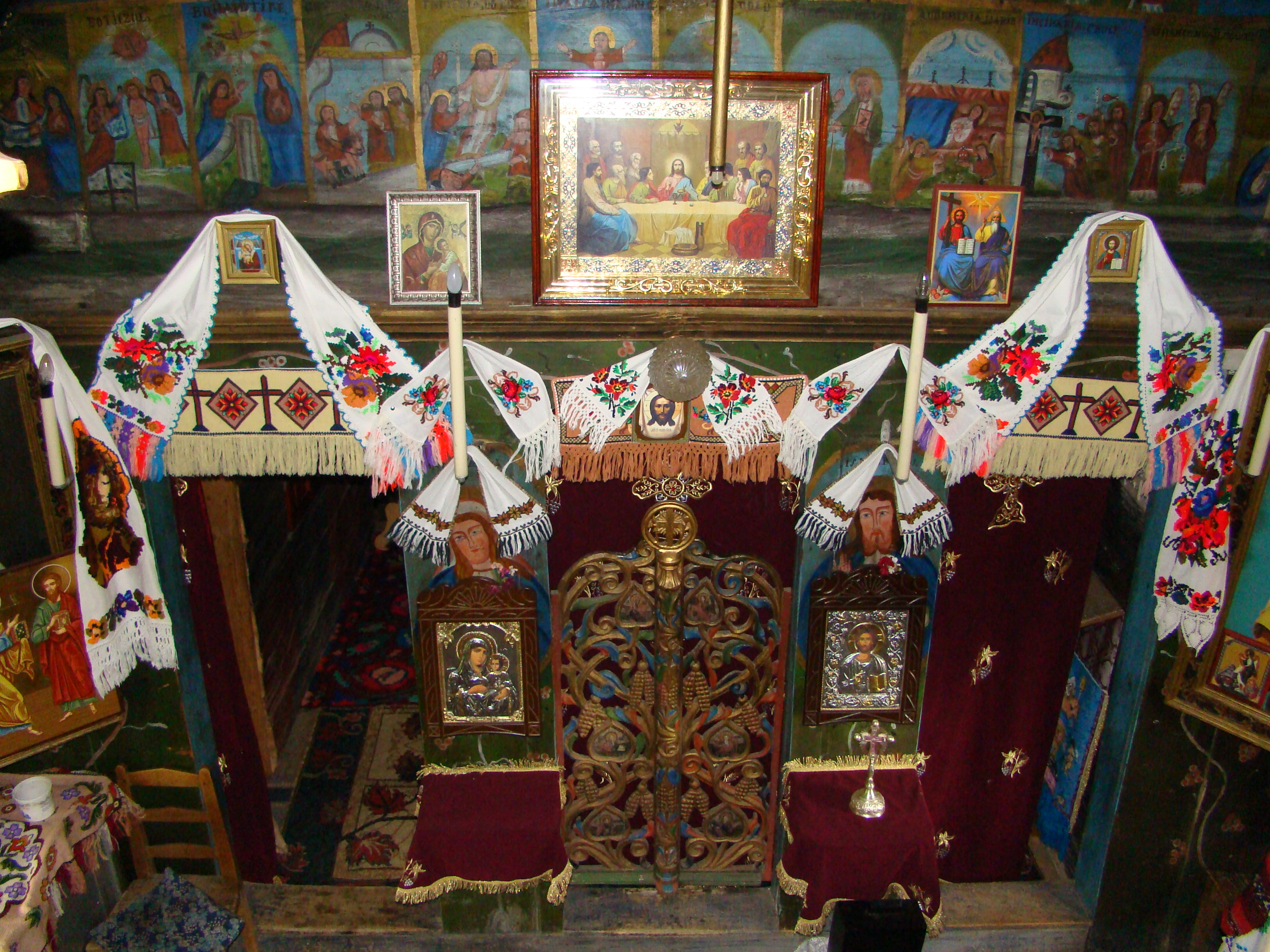